# Palazzi di Firenze

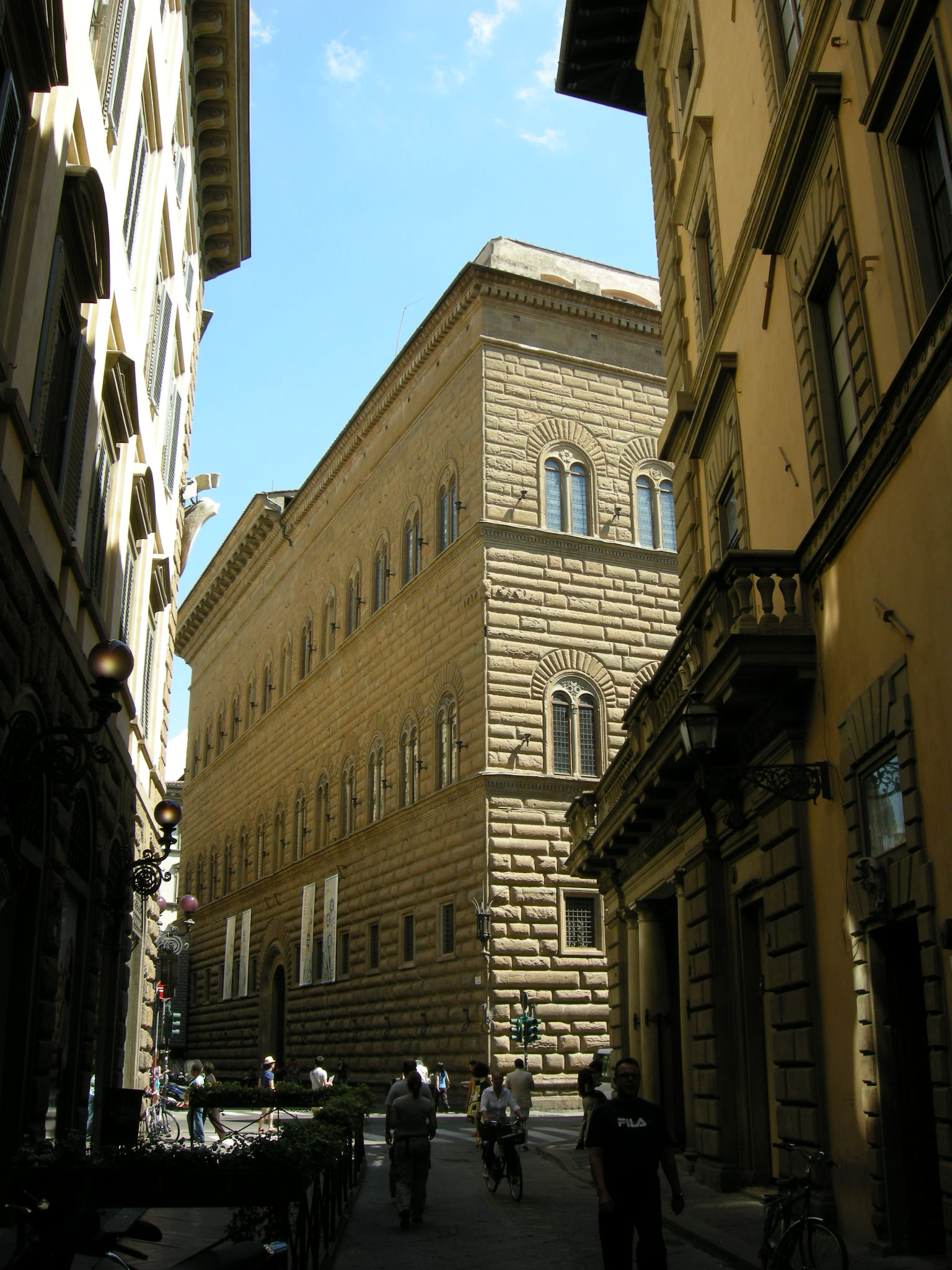
Palazzo Strozzi

Di seguito è riportata una lista degli edifici residenziali privati, palazzi e torri, di interesse storico e artistico-architettonico di Firenze divisi per sponda dell'Arno e per zona, in ordine alfabetico. Per un elenco dei palazzi più famosi vedi anche: monumenti di Firenze.

## Nord dell'Arno

### Quadrilatero romano

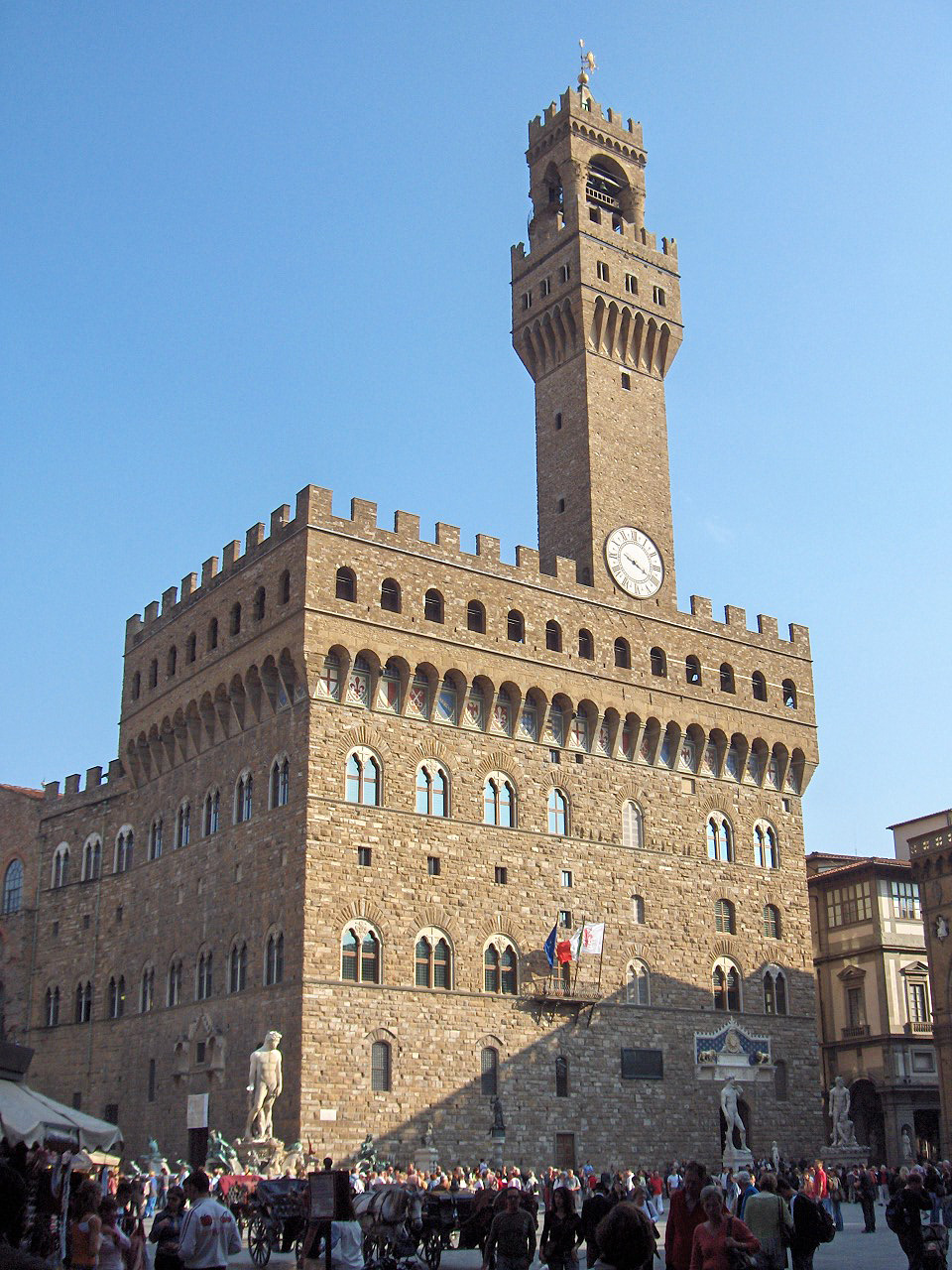
Palazzo Vecchio

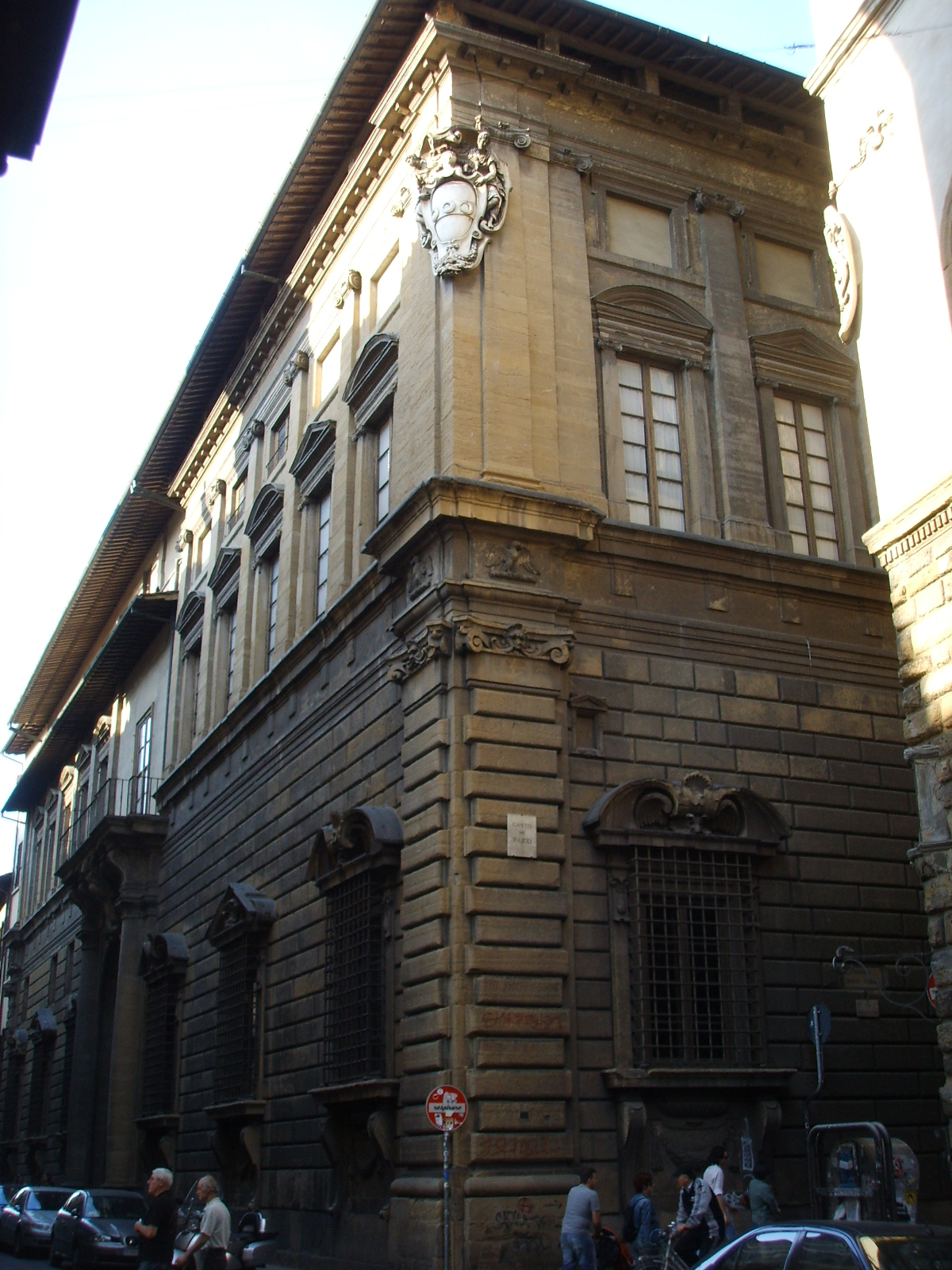
Palazzo Nonfinito

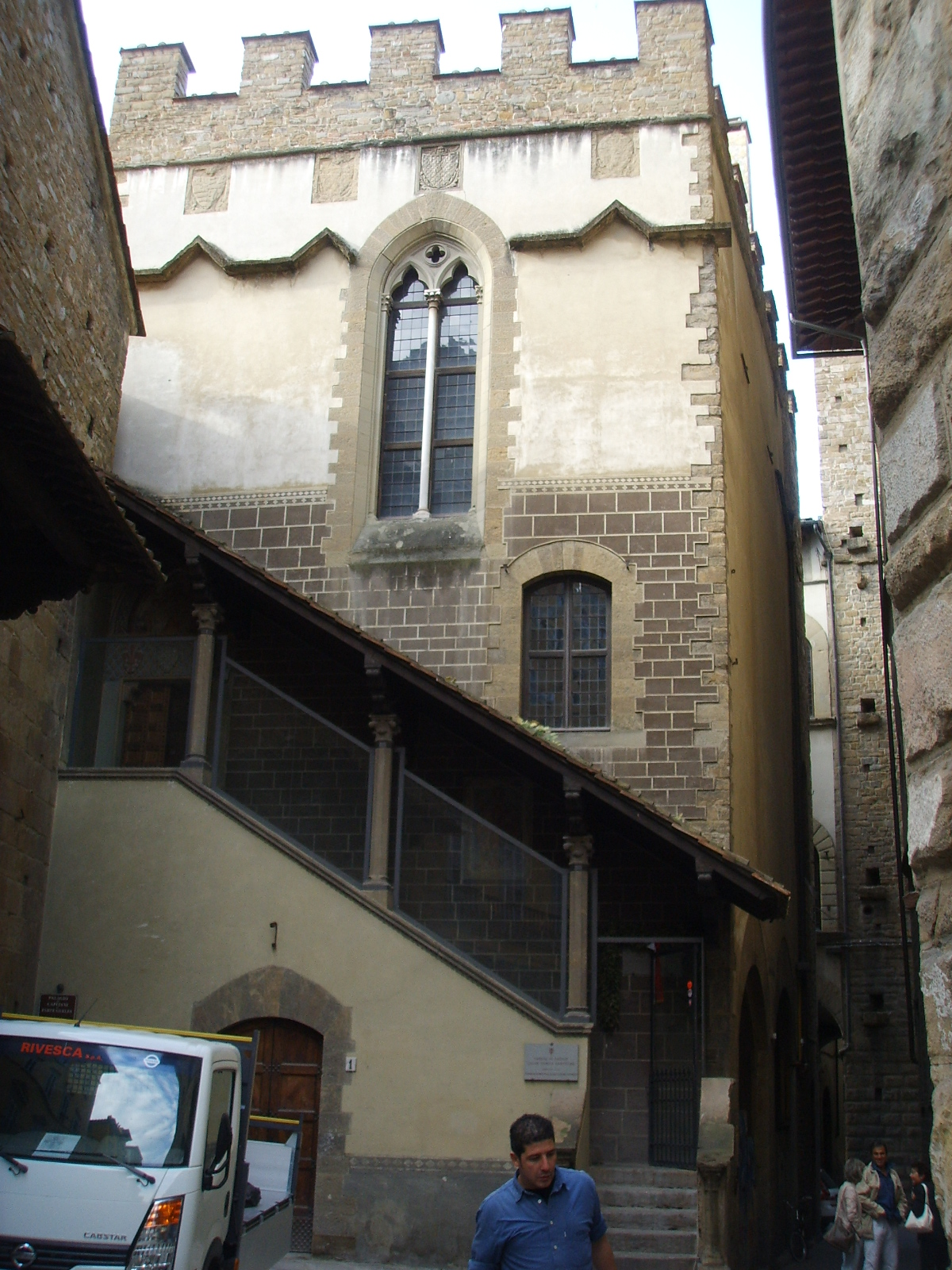
Palagio di Parte Guelfa

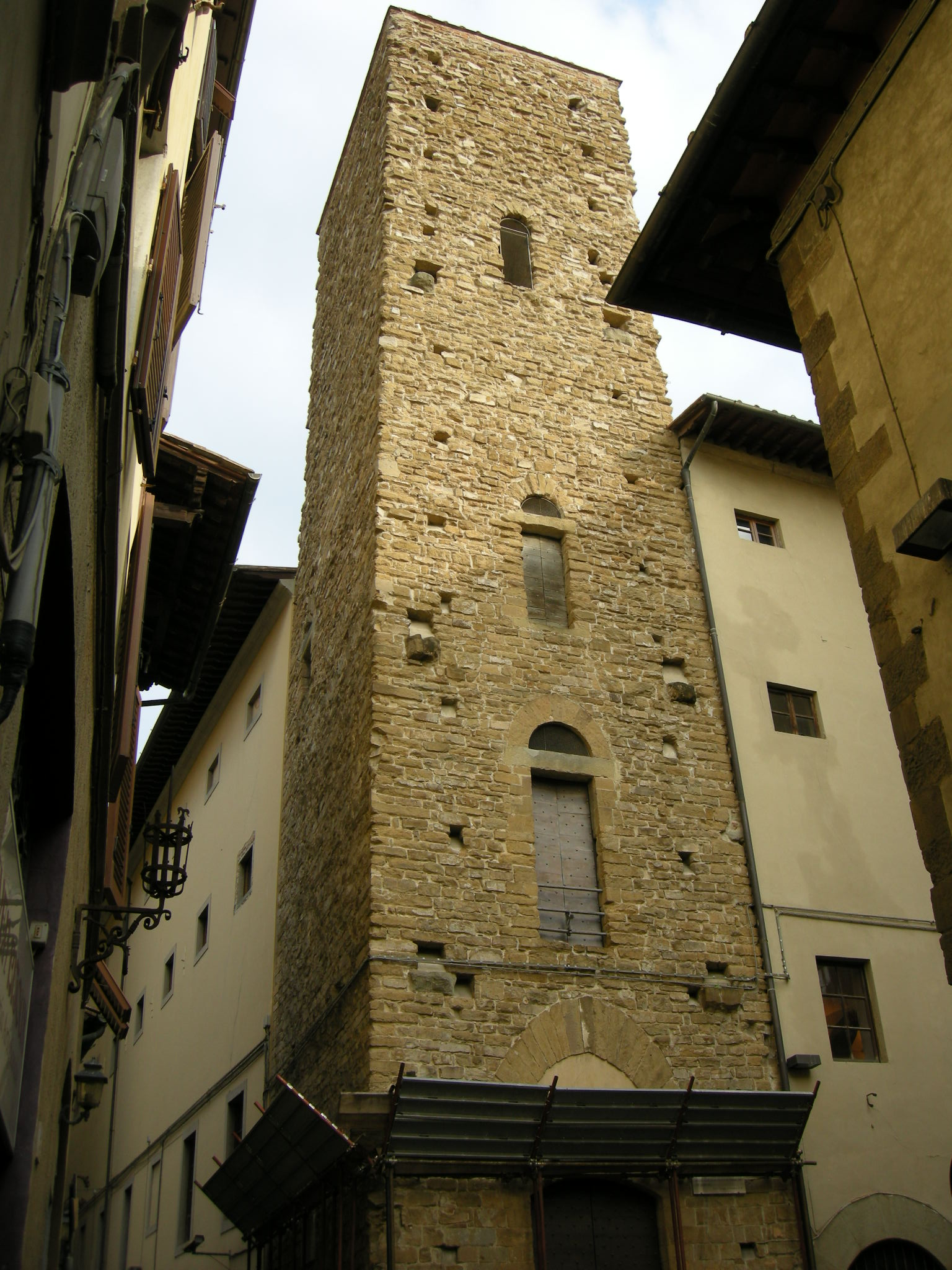
Torre della Castagna

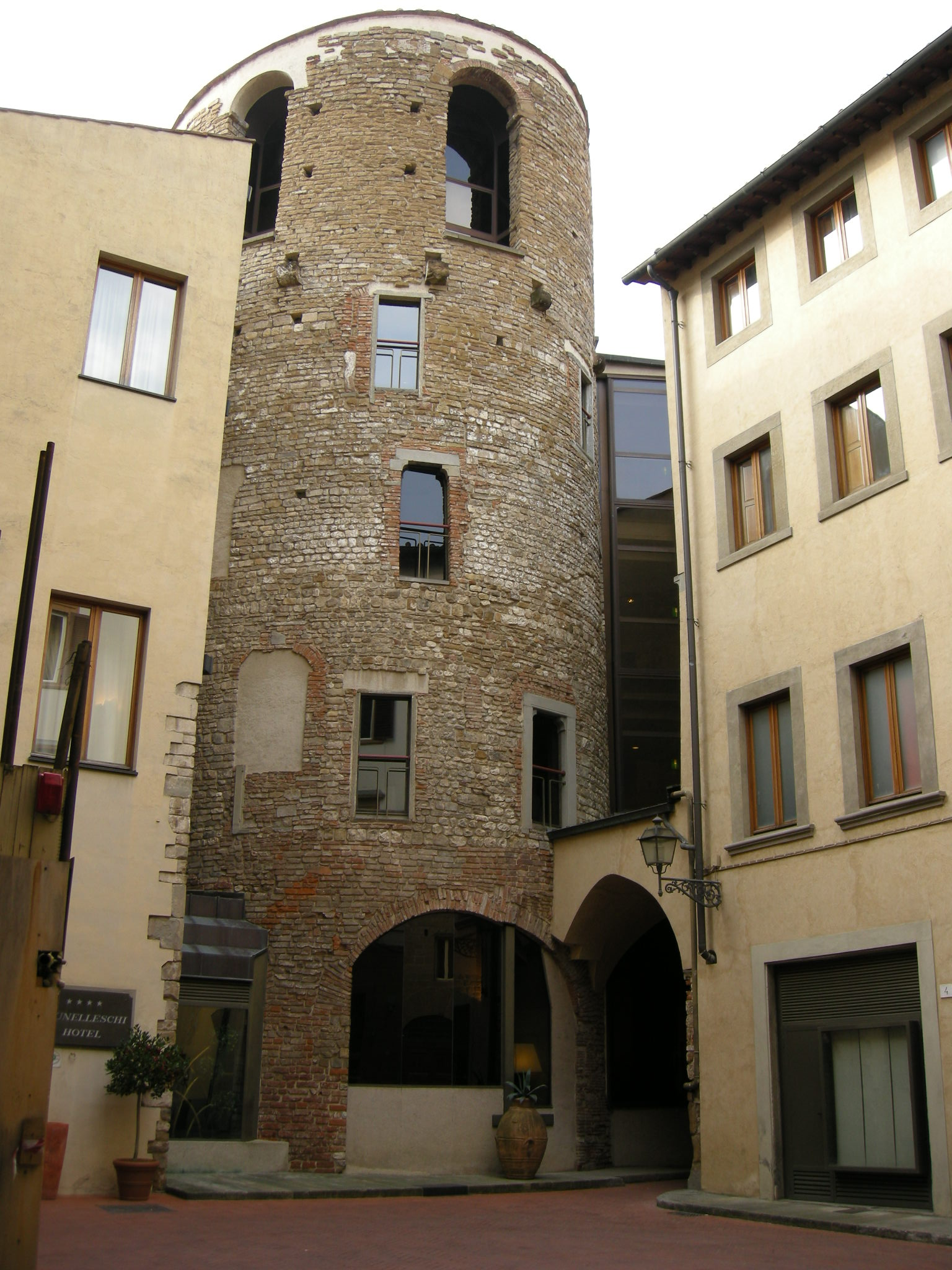
Torre della Pagliazza

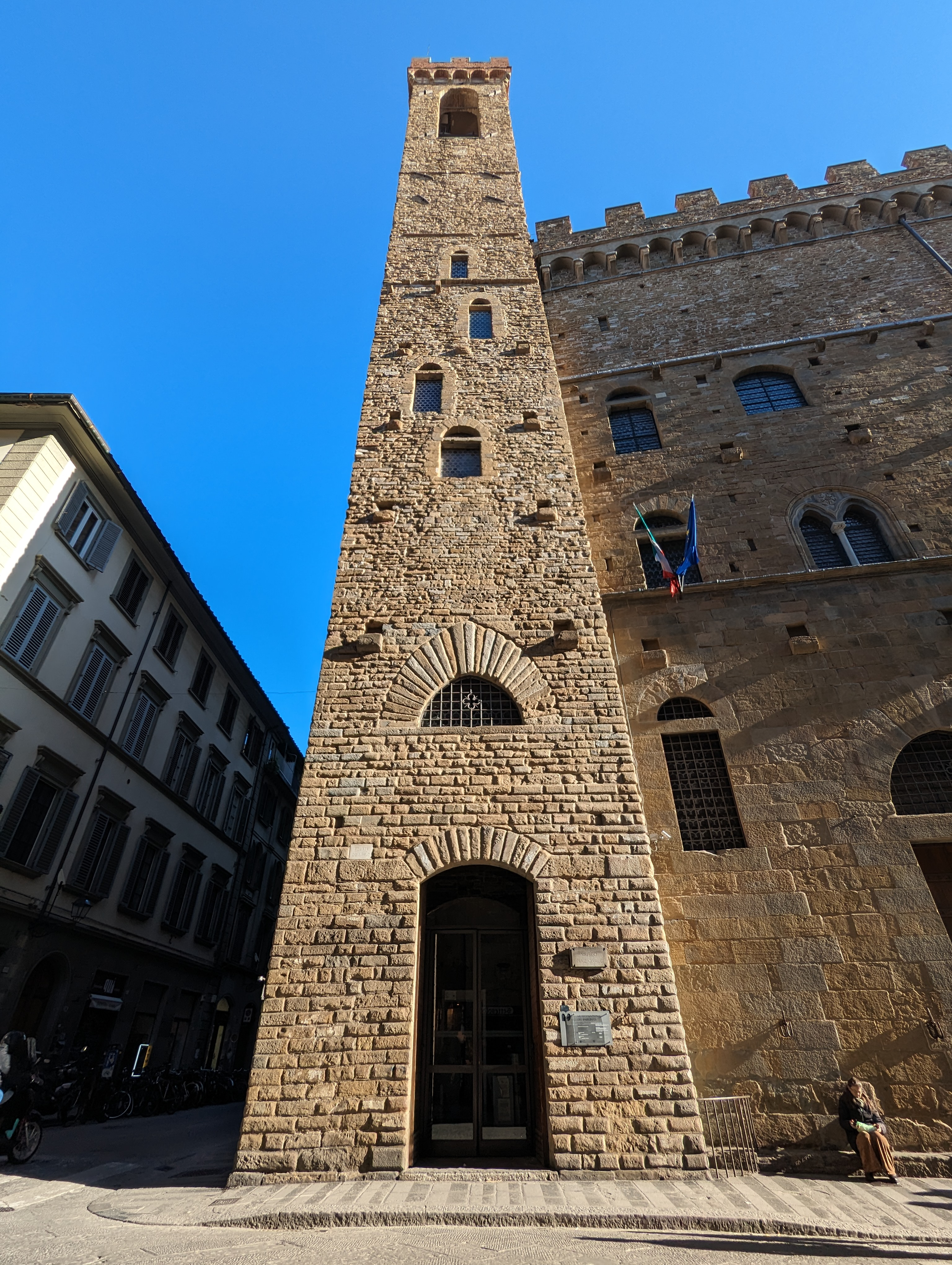
Torre Volognana del Bargello

Da piazza del Duomo a via de' Tornabuoni (esclusa) al Lungarno Acciaiuoli a piazza dei Giudici e via del Proconsolo.
- Casa Acciaiuoli in borgo Santi Apostoli 10
- Casa Carlini in via del Proconsolo angolo via de' Pandolfini
- Casa di Dante in via Dante Alighieri angolo via Santa Margheria
- Case dei Davanzati in piazza Davanzati
- Casamento Pasqui in via dei Calzaiuoli angolo vicolo degli Adimari
- Complesso di San Firenze in piazza San Firenze
- Palagio Buondelmonti in Borgo Santi Apostoli 3
- Palazzo Acciaiuoli in Borgo Santi Apostoli 8
- Palazzo Adorni in piazza degli Strozzi 5
- Palazzo degli Altoviti in Borgo Santi Apostoli 18 e 25
- Palazzo Anselmi Ristori in via de' Sassetti 6
- Palazzo Arcivescovile in piazza San Giovanni
- Palazzo dell'Arcone di Piazza in piazza della Repubblica
- Palazzo dell'Arte dei Beccai in via Orsanmichele
- Palazzo dell'Arte dei Galigai in via delle Terme
- Palazzo dell'Arte dei Giudici e Notai in via del Proconsolo
- Palazzo dell'Arte dei Mercatanti o di Calimala, in via Calimaruzza
- Palazzo dell'Arte della Lana in via Calimala
- Palazzo degli Angeli in via Calimala
- Palazzo dell'Arte della Seta in via di Capaccio
- Palazzo delle Assicurazioni Generali in piazza della Signoria
- Palazzo Canacci Giandonati in piazza di Parte Guelfa 3
- Palazzo Carnesecchi in via de' Cerretani
- Palazzo dei Catellini in via San Miniato angolo via dei Cavalieri
- Palazzo Columbia-Parlamento in via dei Leoni angolo Borgo dei Greci
- Palazzo Baldovini in via del Proconsolo
- Palazzo del Bargello in via del Proconsolo 4
- Palazzo Bartolini-Torrigiani in via Porta Rossa
- Palazzo Bartolommei-Buschetti in via Lambertesca 11
- Palazzo Benini Formichi nel chiasso de' Baroncelli 1 angolo chiasso del Buco 14
- Palazzo Bezzoli, o Del Bembo o Martelli, in via de' Cerretani, angolo piazza dell'Olio
- Palazzo Bombicci in piazza della Signoria 4, angolo via de' Calzaiuoli
- Palazzo Borgherini, poi Rosselli del Turco, in Borgo Santi Apostoli 11, angolo piazza del Limbo
- Palazzo Brunelleschi Arrigucci presso via dei Brunelleschi (demolito)
- Palazzo dei Buonaguisi in via de' Calzaiuoli
- Palazzo dei Canonici in Piazza del Duomo
- Palazzo dei Capitani di Orsanmichele in via dei Calzaiuoli angolo via dei Lamberti
- Palazzo del Capitolo dei Canonici nella piazzetta del Capitolo
- Palazzo dei Cavalcanti in via de' Calzaiuoli
- Palazzo dei Cavallereschi in via Porta Rossa angolo piazza del Mercato Nuovo
- Palazzo delle Cento Finestre in piazza Santa Maria Maggiore
- Palazzo Castellani in piazza dei Giudici
- Palazzo dei Cerchi in via della Condotta
- Palazzo Clemente in via de' Medici angolo via de' Tosinghi
- Palazzo del Credito Italiano in via de' Vecchietti 11
- Palazzo delle Farine, già dell'Antella o degli Antellesi, in via della Condotta
- Palazzo Galletti in via Sant'Egidio 12
- Palazzo del Garbo in via della Condotta
- Palazzo Ginnasi Rostagno in via Roma angolo piazza San Giovanni
- Palazzo de' Girolami in Lungarno degli Archibusieri 6
- Palazzo delle Giubbe Rosse in piazza della Repubblica
- Palazzo Giugni in via della Condotta angolo via dei Cerchi
- Palazzo Gondi in piazza San Firenze 1
- Palazzo Grocco in via de' Vecchietti 13
- Palazzo dell'Hotel degli Orafi in lungarno degli Archibusieri 4 angolo via dei Georgofili
- Palazzo dell'Hotel Helvetia & Bristol in via dei Pescioni 2 angolo via degli Strozzi
- Palazzo Levi in piazza della Repubblica
- Palazzo Mancini in via dei Leoni 12
- Palazzo Martelli in via de' Cerretani
- Palazzo Mattei in piazza degli Strozzi 1
- Palazzina 1896 in via de' Pecori angolo via de' Vecchietti
- Palazzo Mori Ubaldini-Bigatti in Lungarno degli Archibusieri 8
- Palazzo Morozzi Dilaghi in via de' Lamberti 5
- Palazzo Niccolini al Canto dei Pazzi in via del Proconsolo angolo via del Corso
- Palazzo de' Nobili in via delle Terme angolo via del Fiordaliso
- Palazzo Nonfinito in via del Proconsolo 12
- Palazzo di Parte Guelfa in via Pellicceria
- Palazzo Pazzi in via del Proconsolo 10
- Palazzo Pola e Todescan in via dei Brunelleschi
- Palazzo Orlandini del Beccuto in via de' Pecori
- Palazzo Paoletti in via Calimala angolo via dei Lamberti
- Palazzo Pegna in via dello Studio 8 angolo via dei Bonizzi
- Palazzo Portinari Salviati in via del Corso
- Palazzo dei Portici in via Pellicceria
- Palazzo Ricci-Altoviti in via de' Vecchietti
- Palazzo Rinuccini in via de' Cimatori
- Palazzo Rose in via de' vecchietti angolo via degli Strozzi
- Palazzo Rossi Canevari in via Calimala 1
- Palazzo Strozzi di Mantova o Guadagni-Sacrati in piazza del Duomo 10
- Palazzo Salutati in Borgo Santi Apostoli 29
- Palazzo Sassetti in via de' Sassetti
- Palazzetto Scali-Buondelmonti in Borgo Santi Apostoli 22
- Palazzo Scali-Ricasoli in via delle Terme
- Palazzo Sertini in via de' Corsi
- Palazzo dello Spedale di San Giovanni Battista in piazza San Giovanni angolo via dei Martelli
- Palazzo del Trianon in piazza della Repubblica
- Palazzo Uguccioni in piazza della Signoria
- Palazzo dell'Unione Militare in piazza Strozzi angolo via Monalda 6
- Palazzo Vecchietti o del Diavolino in via Vecchietti 2
- Palazzo Vecchio in piazza della Signoria
- Palazzo dei Veliti in via de' Castellani
- Palazzo Vieusseux in via de' Vecchietti 7
- Palazzo de' Visdomini in via Calzaiuoli angolo via de' Tosinghi
- Torre in via de' Cerretani
- Torre degli Adimari in via Calzaiuoli
- Torre degli Amidei, o della Bigongia, in via Por Santa Maria
- Torre dei Baldovinetti in Borgo Santi Apostoli
- Torre dei Buondelmonti in via delle Terme
- Torre della Castagna in piazza San Martino
- Torre degli Alepri in via della Condotta
- Torre dei Cerchi in via dei Cerchi
- Torre dei Ciacchi in piazza Santa Cecilia
- Torre dei Compiobbesi in via Calimala
- Torre dei Consorti sul Lungarno Acciaiuoli
- Torre dei Della Bella in via dei Tavolini
- Torre dei Donati in via del Corso
- Torre dei Foresi in via Porta Rossa
- Torri dei Galigai in via dei Tavolini
- Torre dei Ghiberti, o delle Vedove, in via del Corso
- Torre dei Giudi in via delle Terme
- Torre degli Importuni in lungarno degli Archibusieri
- Torre dei Lodi Focardi Marignolli,in via dei Cerretani
- Torre dei Monaldi (incorporata nel Palazzo Bartolini-Torrigiani) in via Porta Rossa
- Torre della Pagliazza in piazza Sant'Elisabetta
- Torre dei Pierozzi o Torre di Sant'Antonino in via dello Studio
- Torre dei Pulci in via Lambertesca angolo via dei Georgofili
- Torre dei Rigaletti o dei Gherardini in via Lambertesca
- Torre dei Sacchetti in via Condotta
- Torre dei Salterelli in piazza de' Salterelli
- Torre degli Stiattesi in via dei Leoni
- Torre degli Strozzi in via Monalda
- Torre dei Tornaquinci già in via degli Strozzi, distrutta
- Torre dei Visdomini in via delle Oche
- Torre Volognana in via del Proconsolo
- Torre di via Sant'Elisabetta

### La zona ovest

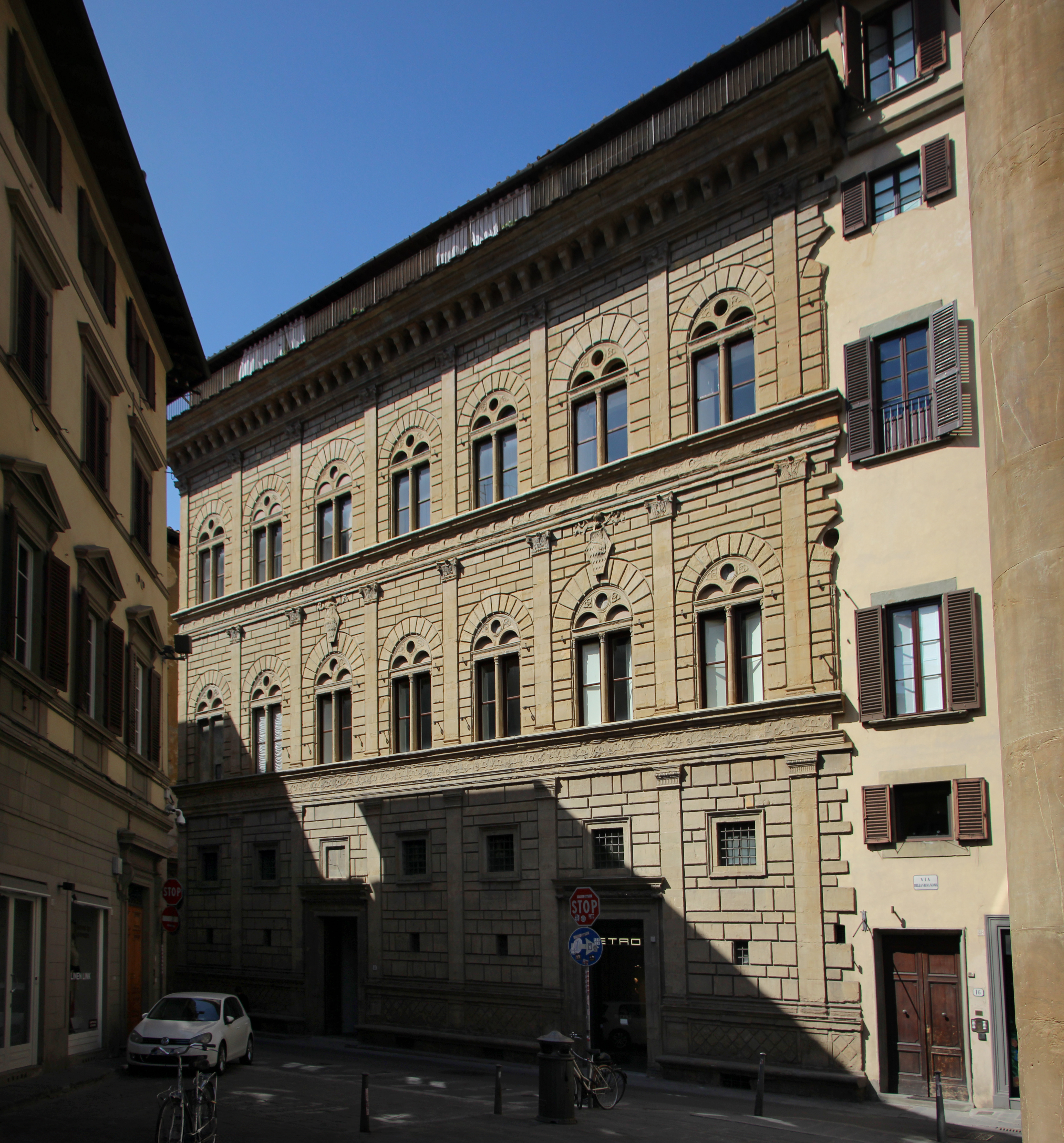
Palazzo Rucellai

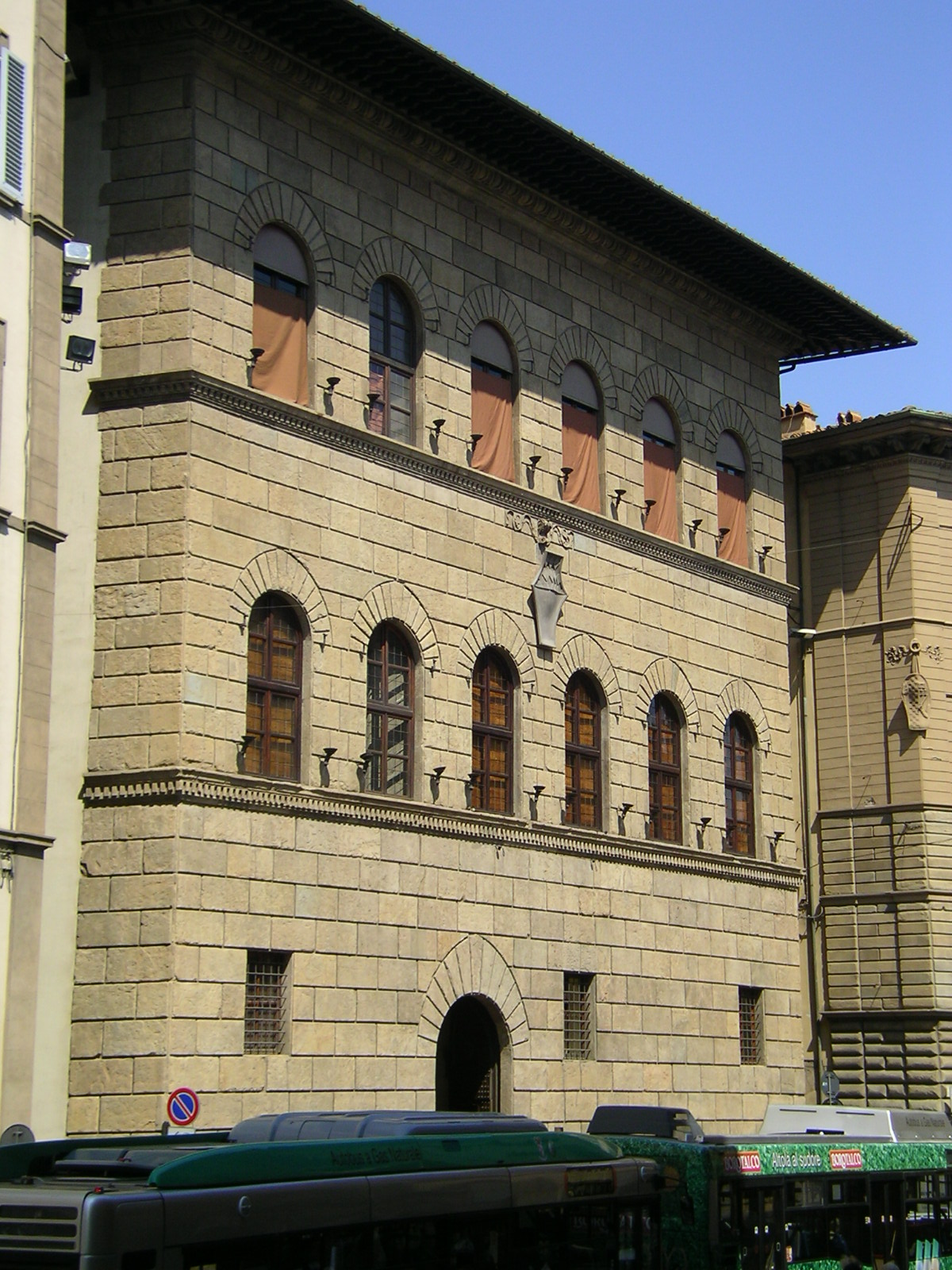
Palazzo Antinori

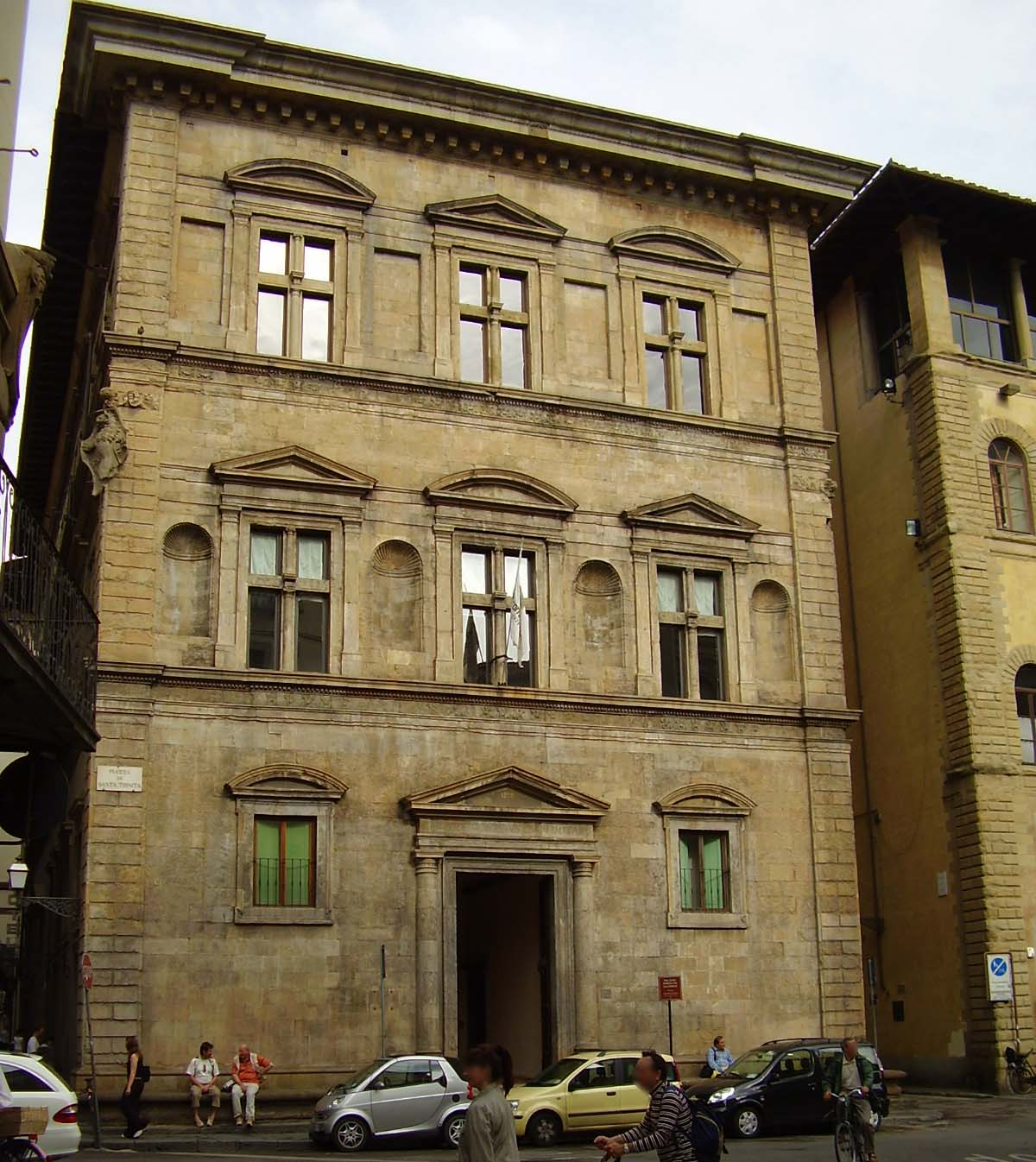
Palazzo Bartolini Salimbeni

Il quadrilatero tra via Valfonda e via Panzani, via de' Tornabuoni (compresa), l'Arno e i viali di Circonvallazione.
- Casa alla Rovescia in Borgo Ognissanti
- Casa di Ignazio Villa nel Prato
- Casa Minerbetti in via della Vigna Nuova 6
- Casa-galleria Vichi in Borgo Ognissanti
- Monte di Pietà in via Palazzuolo
- Palazzina Reale di Santa Maria Novella in piazza Adua
- Palazzetto Tornabuoni in via de' Tornabuoni
- Palazzo Adorni Braccesi in via de' Rondinelli 1
- Palazzo Altoviti Sangalletti in via de' Tornabuoni 8
- Palazzo Antinori in piazza Antinori 3
- Palazzo Bartolini Salimbeni in piazza Santa Trinita 2
- Palazzo Balzani in borgo Ognissanti
- Palazzo Beccanugi in piazza Antinori 1
- Palazzo Berardi in via della Vigna Nuova
- Palazzo Buondelmonti in piazza Santa Trinita
- Palazzo Calcagnini o Canevaro di Zoagli sul Lungarno Vespucci
- Palazzo dei Cerretani in piazza dell'Unità italiana
- Palazzo Cesaroni in via Bernardo Rucellai
- Palazzo Cini-Grifoni in Borgo Ognissanti
- Palazzo del Circolo dell'Unione, o Corsi o della Commenda da Castiglione, in via Tornabuoni 7
- Palazzo Corsini sul Lungarno Corsini 10
- Palazzo Corsini al Prato nel piazzale del Prato
- Palazzo Da Magnale in via del Sole 11
- Palazzo Davanzati in via Porta Rossa 9
- Palazzo Dudley, già di Orazio Rucellai, in via della Vigna Nuova
- Palazzo Farinola, in via del Sole 9
- Palazzo Fossombroni in Borgo Ognissanti
- Palazzo Franceschi in via de' Rondinelli 3
- Palazzo Gherardi Uguccioni o Palazzo Alamanni in via de' Tornabuoni 8-10
- Palazzi Gianfigliazzi sul Lungarno Corsini 2 e 4
- Palazzo Ginori in via de' Rondinelli
- Palazzo Giuntini in piazza Ognissanti
- Palazzo Larderel in via de' Tornabuoni
- Palazzo Lenzi in piazza Ognissanti
- Palazzo della Marescialla in Borgo Ognissanti
- Palazzo Medici Tornaquinci, o Cambi del Nero, in via de' Tornabuoni 6
- Palazzo Minerbetti in via Tornabuoni angolo Via del Parione
- Palazzo Mondragone in via dei Banchi
- Palazzo Ottaviani in piazza degli Ottaviani 1
- Palazzina Ricasoli in piazza Goldoni 1
- Palazzo Ricasoli in piazza Goldoni 2
- Palazzo Pasquali in via de' Rondinelli 2
- Palazzo Piccioli in via de' Tornabuoni 1
- Palazzo Portigiani in via de' Rondinelli 4
- Palazzo Rucellai in via della Vigna Nuova 18
- Palazzo Sonnino nel piazzale del Prato
- Palazzo Spini-Feroni in piazza Santa Trinita
- Palazzo Strozzi in piazza Strozzi
- Palazzo Strozzi del Poeta, o Giaconi, in via de' Tornabuoni
- Palazzo dello Strozzino in piazza Strozzi
- Palazzo Temperani in via della Vigna Nuova
- Palazzo Tornabuoni o Corsi-Tornabuoni in via de' Tornabuoni 16
- Palazzo di Valfonda in via Valfonda 9
- Palazzo Viviani della Robbia in via de' Tornabuoni
- Palazzo Venturi, già Palazzo Doni, in via de' Banchi 2
- Palazzo Venturi Ginori in via della Scala
- Residenza Contini Bonacossi in via Montebello 19a
- Torre dei Gianfigliazzi in via Tornabuoni

### La zona nord

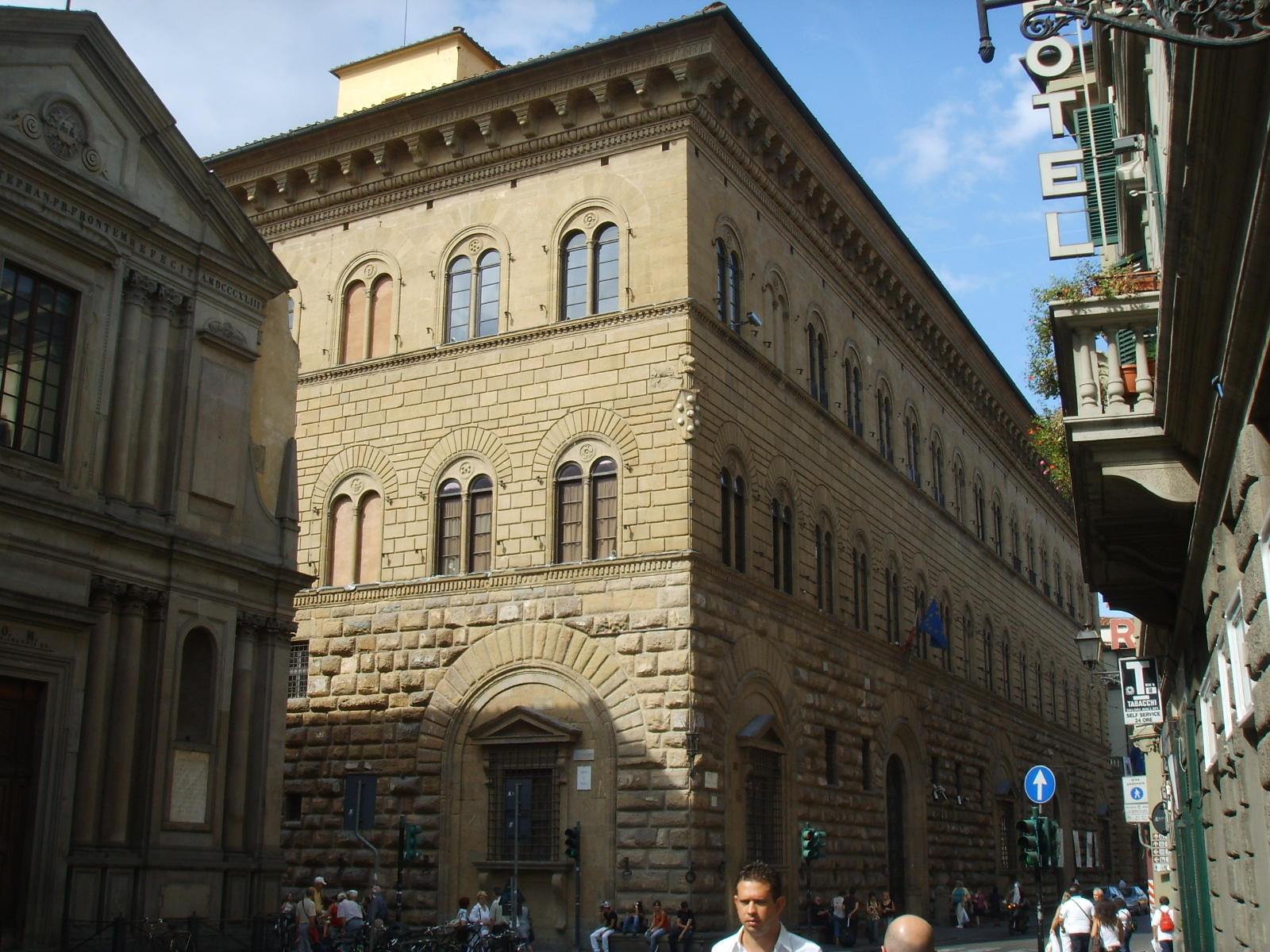
Palazzo Medici Riccardi

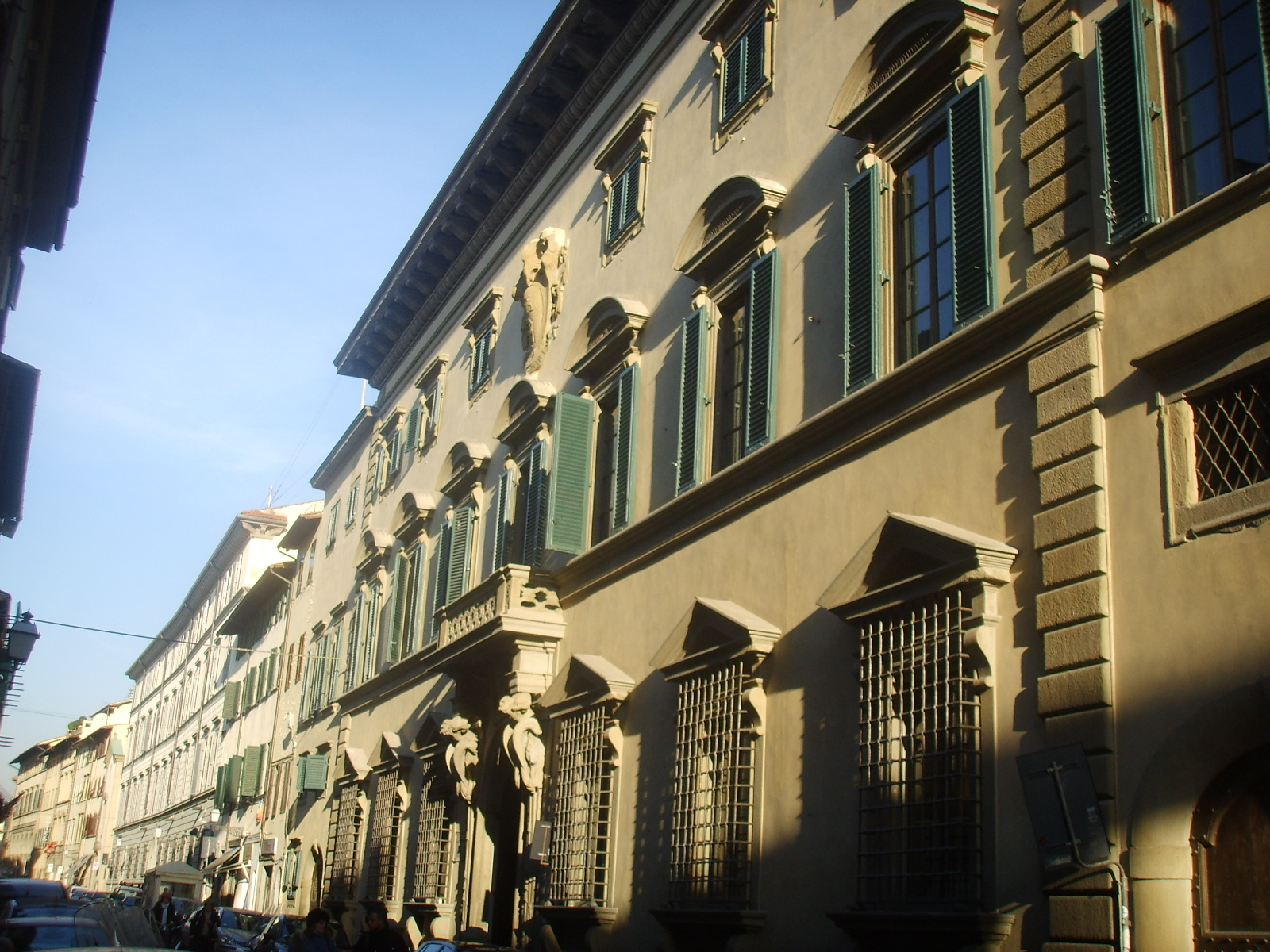
Palazzo Fenzi

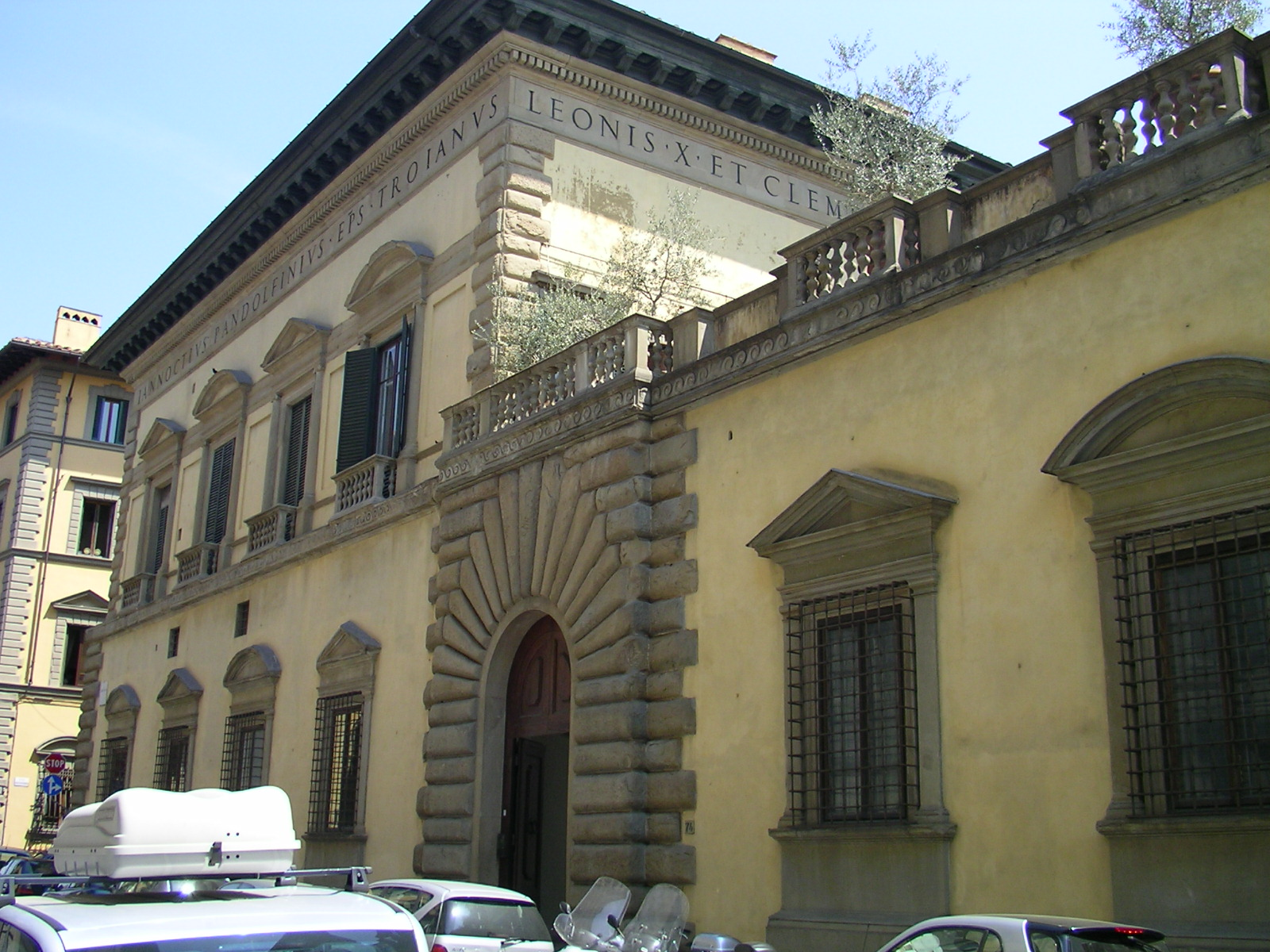
Palazzo Pandolfini

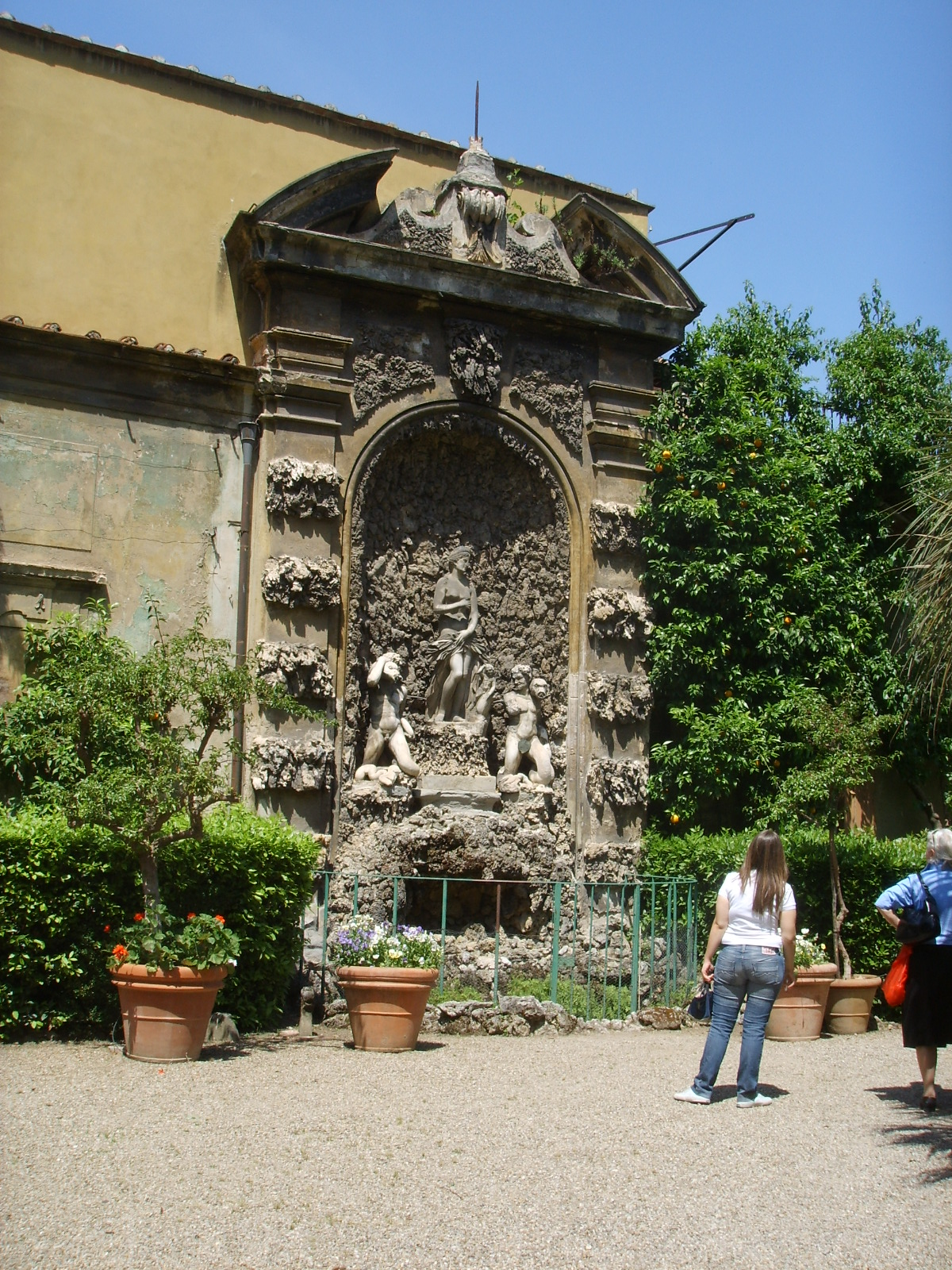
Palazzo Budini-Gattai

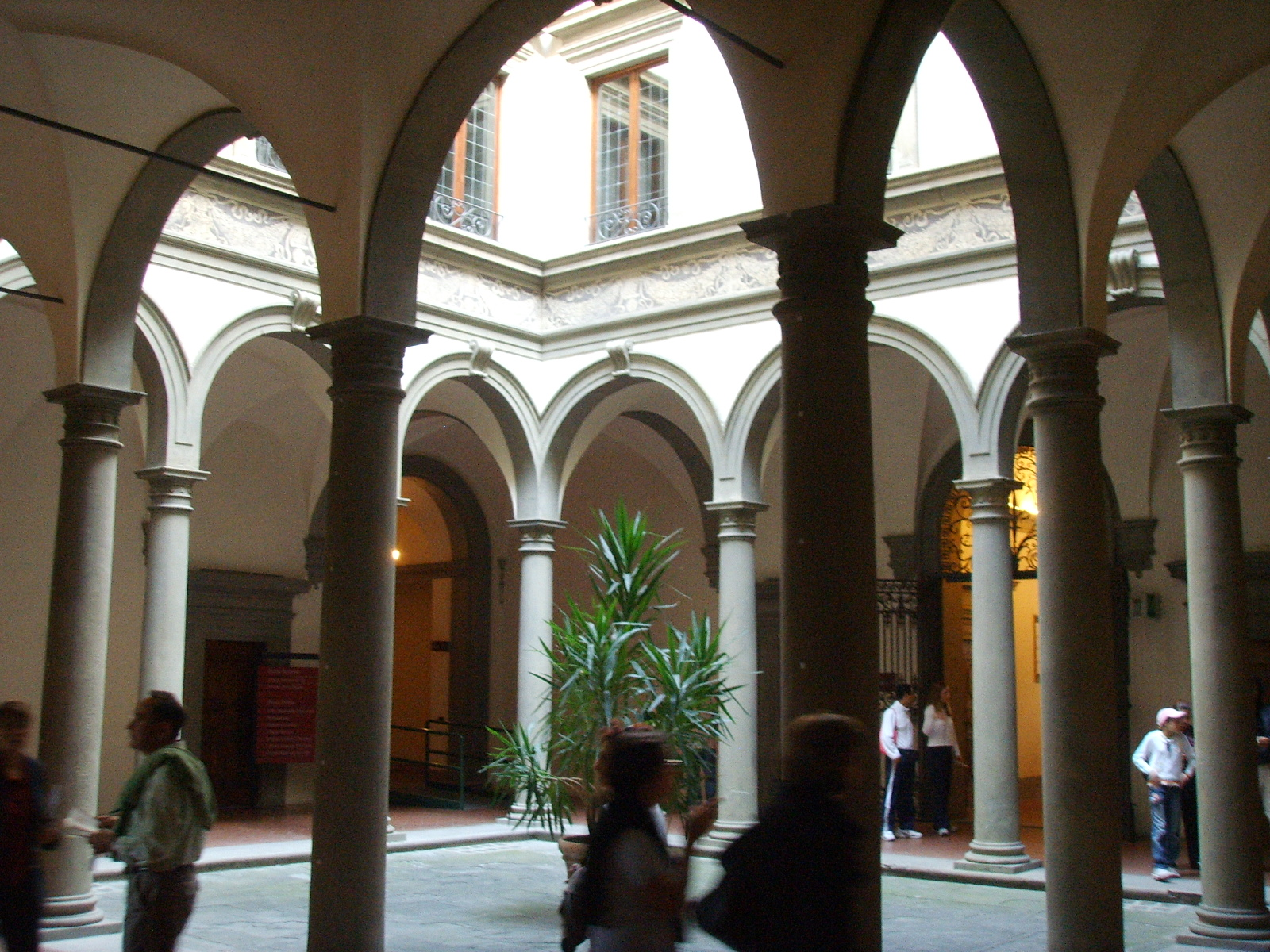
Palazzo Niccolini

A nord di piazza del Duomo, tra via Valfonda, via Panzani, via dell'Oriuolo (esclusa), Borgo Pinti e i viali di Circonvallazione.
- Casa di Andrea del Sarto in via Gino Capponi angolo via Giusti
- Casino Mediceo di San Marco in via Cavour
- Casino Salviati in Borgo Pinti
- Edificio BICA in via Nazionale
- Palazzetto dei Serragli in via Taddea 8
- Palazzina de' Servi in via Gino Capponi 9
- Palazzina della Livia in piazza San Marco
- Palazzo degli Affari in piazza Adua
- Palazzo Aldobrandini del Papa in piazza Madonna degli Aldobrandini 8
- Palazzo Arrighetti-Gaddi in via del Giglio
- Palazzo Baldi in via Alfani 84
- Palazzo Barbolani di Montauto in via de' Ginori 9
- Palazzo dei Bardelli, in via dei Conti 9
- Palazzo Bartolommei in via Cavour
- Palazzo Bastogi in via Cavour
- Palazzo Bellini delle Stelle in Borgo Pinti 26
- Palazzo Benci in piazza Madonna degli Aldobrandini
- Palazzo di Bernardetto de' Medici in via Cavour 31
- Palazzo di Bettino Ricasoli in Via Ricasoli
- Palazzo Budini Gattai, già Palazzo Grifoni in via de' Servi 51, angolo piazza Santissima Annunziata
- Palazzo Buontalenti in via de' Servi 11
- Palazzo Caccini in borgo Pinti 33
- Palazzo Capponi-Covoni in via Cavour 4
- Palazzo Capponi-Incontri in via Giusti 44
- Palazzo dei Cartelloni in via Sant'Antonino 11
- Palazzo della Cassa di Risparmio di Firenze in via Santa Caterina d'Alessandria 14
- Palazzo del Centro Leasing in via Santa Caterina d'Alessandria 32-34
- Palazzo Compagni in via Bufalini
- Palazzo della Crocetta in via della Colonna
- Palazzo Dardinelli-Fenzi in via Cavour 37
- Palazzo Della Stufa in piazza San Lorenzo
- Palazzo Durazzo tra via Alfani e via dei Servi
- Palazzo Fenzi in via San Gallo
- Palazzo Gaddi in piazza Madonna degli Aldobrandini
- Palazzo Gerini in via Ricasoli 42
- Palazzo della Gherardesca in Borgo Pinti 95
- Palazzo di Gino Capponi o Capponi-Farinola in via Gino Capponi
- Palazzo Ginori in via dei Ginori 11
- Palazzo Ginori-Conti in via Cavour 13
- Palazzo Giugni o Da Firenzuola in via degli Alfani 48
- Palazzo Incontri in via de' Pucci 1
- Palazzo Jules Maidoff in via Sant'Egidio 14
- Palazzo Le Monnier in via San Gallo 33
- Palazzo Malaspina-Conti in via dei Conti
- Palazzo Marzichi-Lenzi in Borgo Pinti 27
- Palazzo Medici-Riccardi in via Cavour 1
- Palazzo Mormorai in Borgo Pinti 20
- Palazzo Naldini o Del Riccio o Niccolini al Duomo, in via de' Servi
- Palazzo Neroni in via dei Ginori
- Palazzo Niccolini, già Montauto, in via de' Servi 15
- Palazzo Panciatichi  in via Cavour 2
- Palazzo Pandolfini in via San Gallo 74
- Palazzo Pasqui tra via dei Servi e via Bufalini
- Palazzo della Questura in via Zara 2
- Palazzo Roffia in Borgo Pinti 13
- Palazzo Pucci in via dei Pucci 2-6
- Palazzo di San Clemente o Casino Guadagni in via Micheli 2
- Palazzo di Sforza Almeni in via dei Servi
- Palazzo Socci in via San Gallo 30
- Palazzo Taddei in via de' Ginori 15
- Palazzo Tolomei in via de' Ginori 23
- Palazzo Tolomei-Biffi in via de' Ginori 19
- Palazzo Vettori in via Cavour 26
- Palazzo Ximenes da Sangallo in Borgo Pinti 66
- Palazzo Zuccari in via Giusti
- Rettorato dell'Università di Firenze in piazza San Marco 4
- Sede centrale della Cassa di Risparmio (Palazzo Pucci di Ottavio) in via Bufalini 6

### La zona est

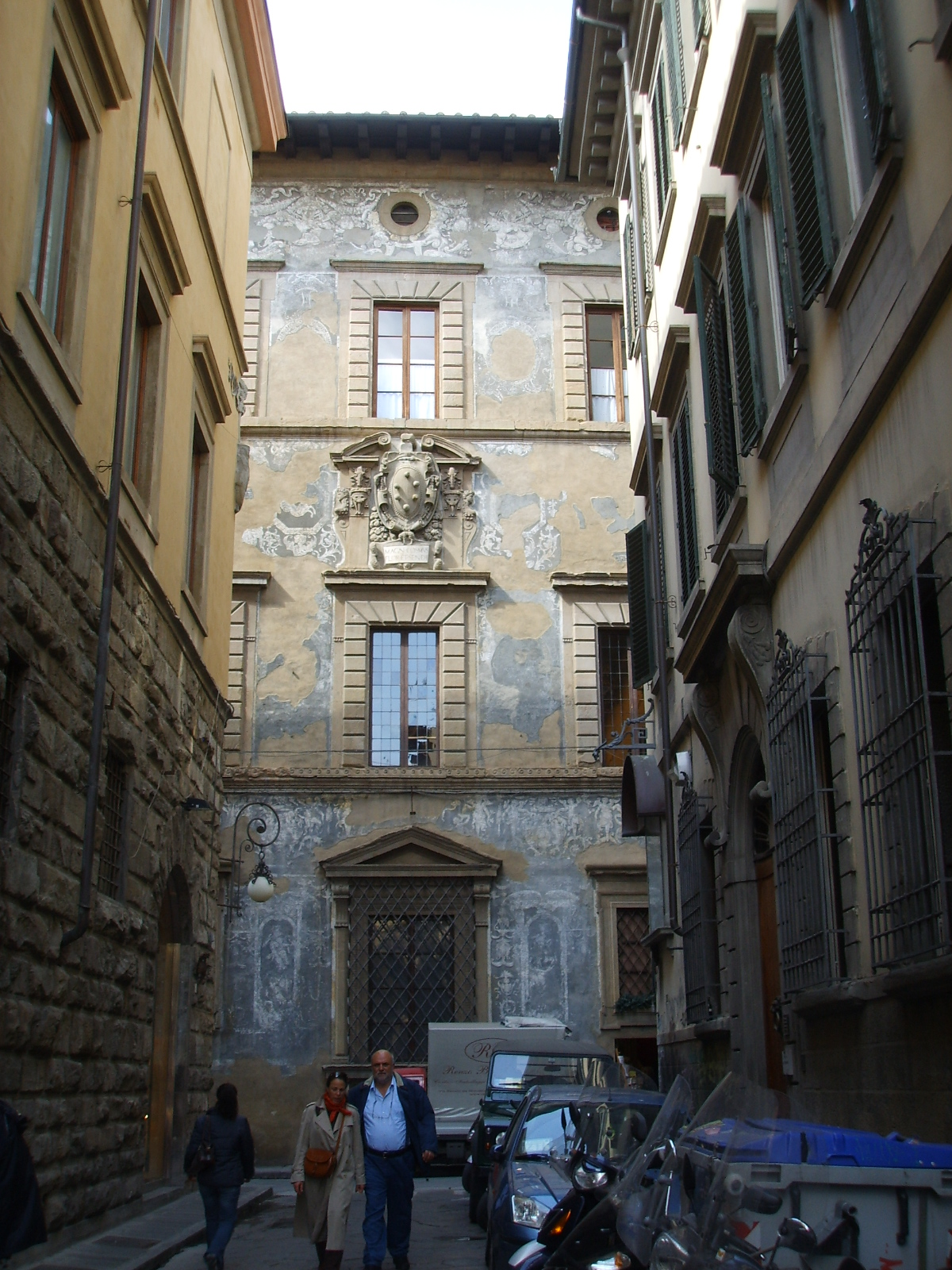
Palazzo Ramirez de Montalvo

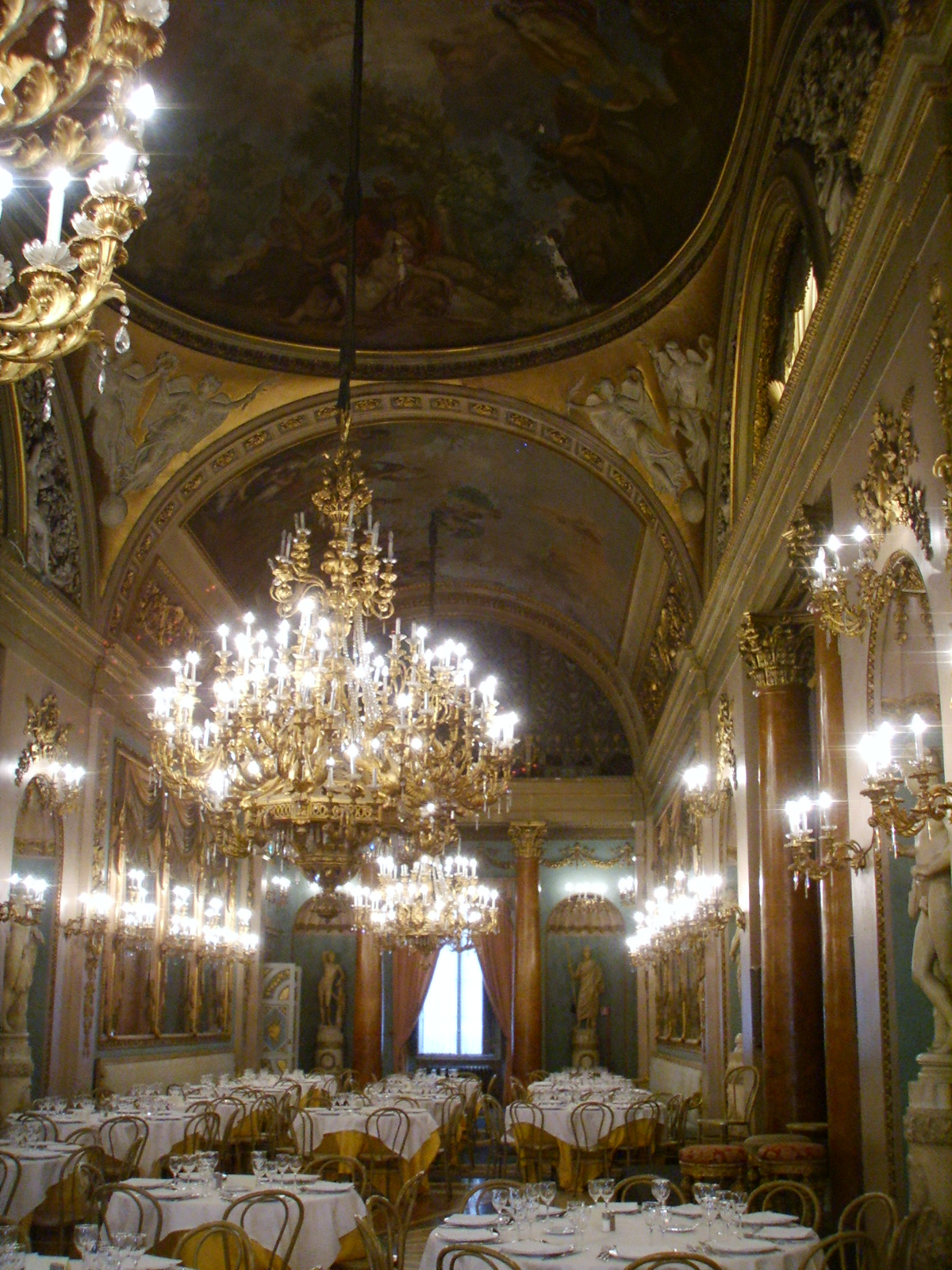
Palazzo Borghese (Firenze)

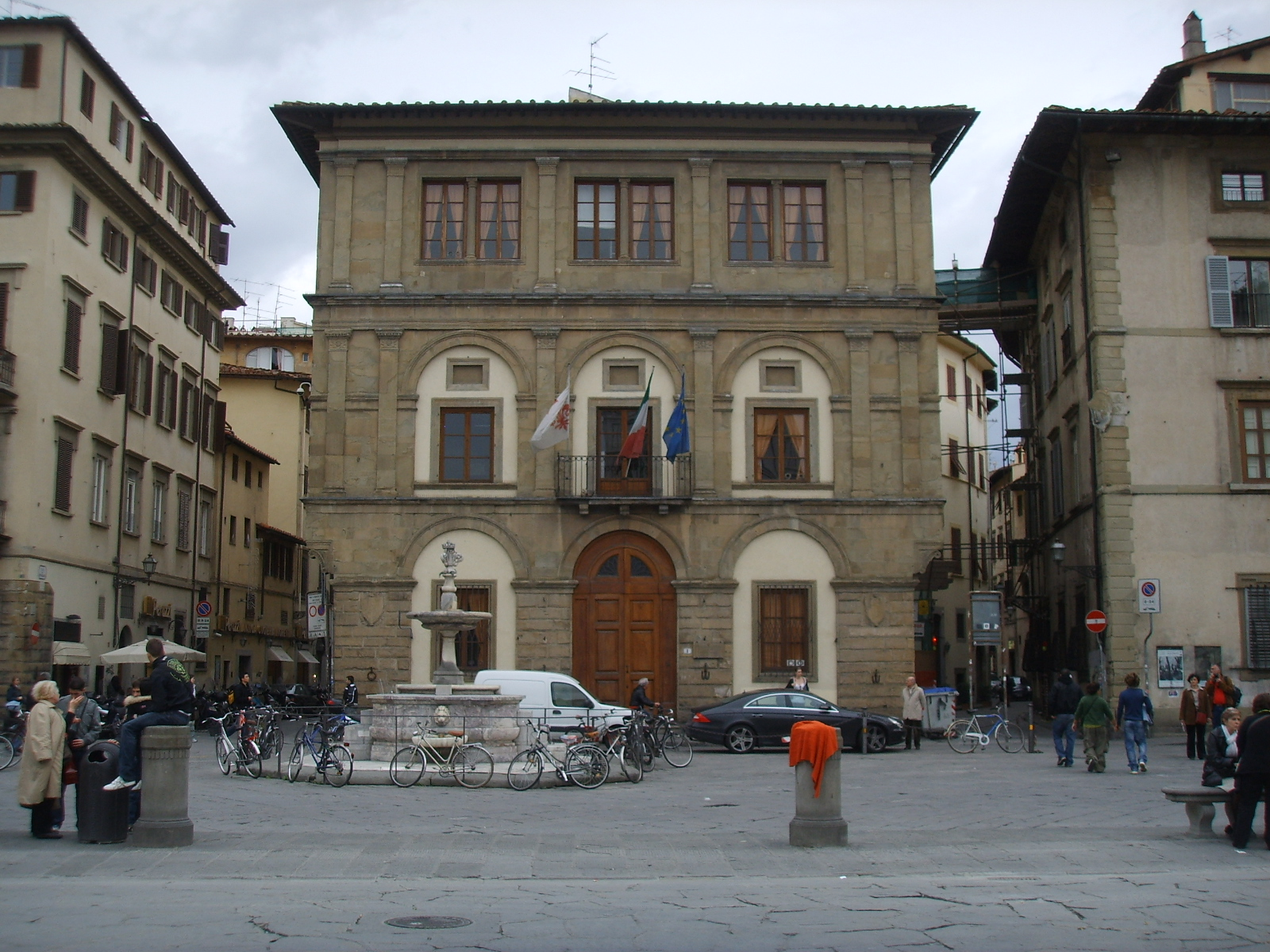
Palazzo Cocchi Serristori

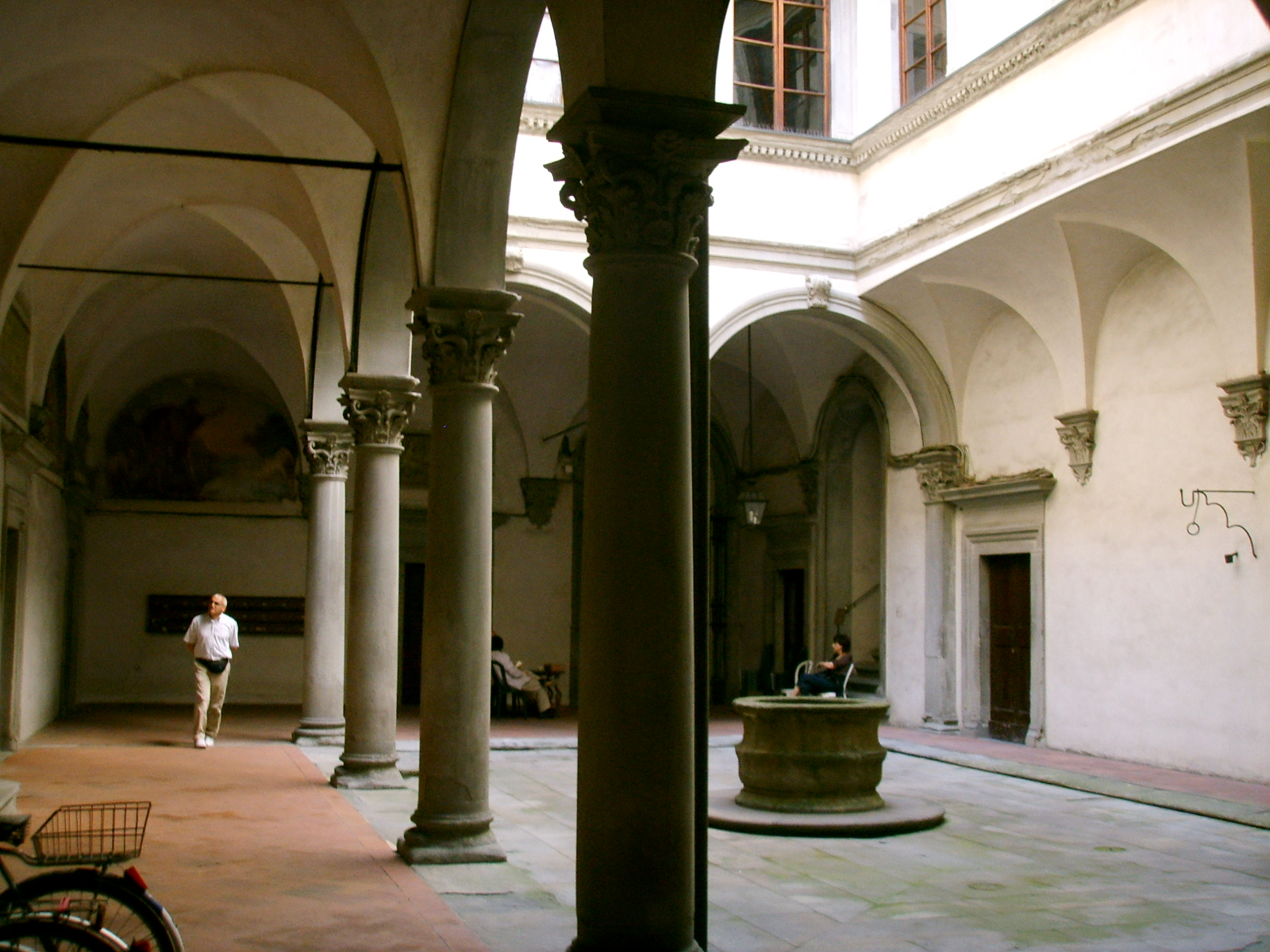
Palazzo Corsini-Antinori

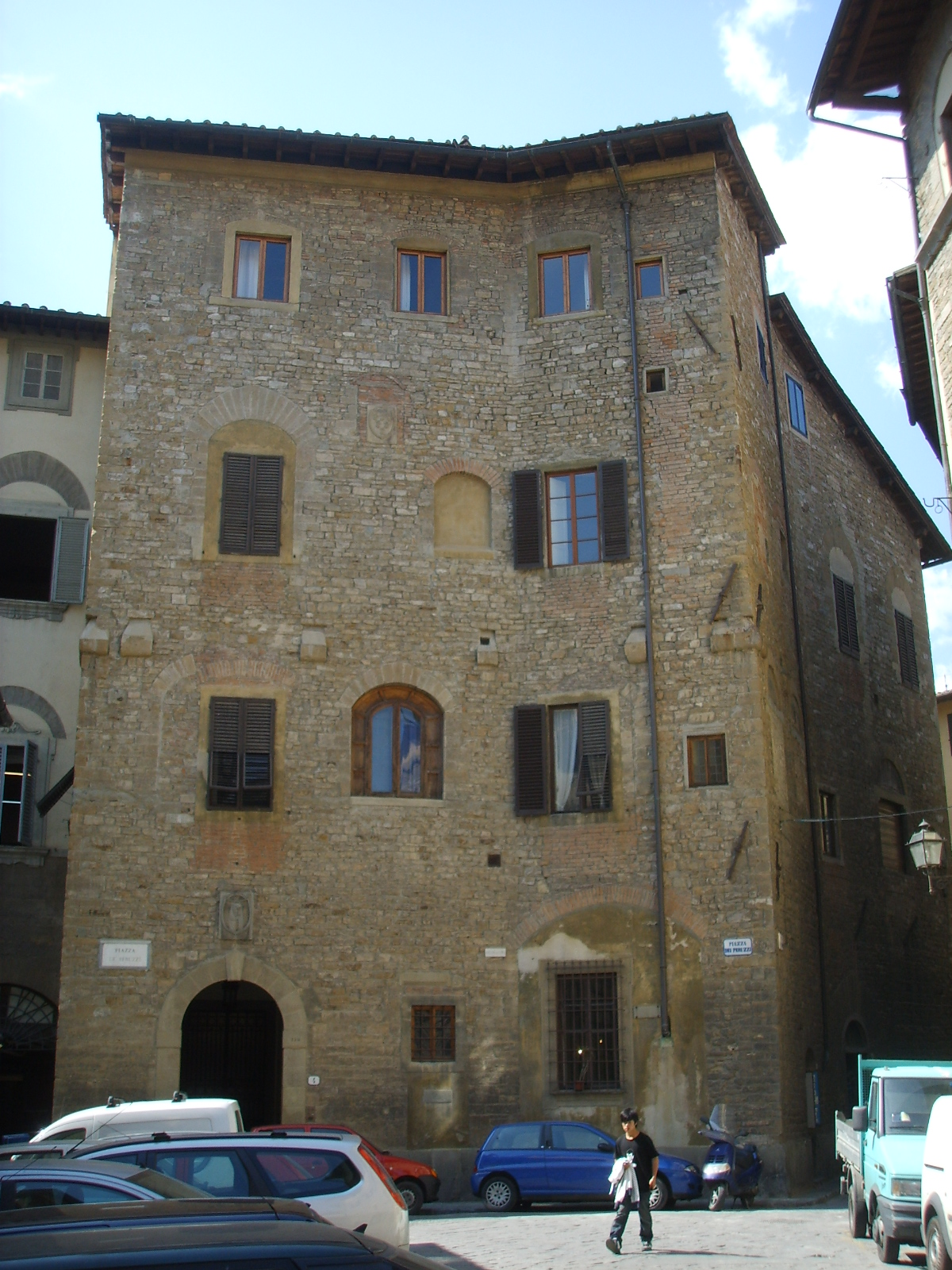
Torre dei Peruzzi

La zona di Santa Croce, fra via del Proconsolo (esclusa), via dell'Oriuolo, Borgo Pinti (esclusa), i viali di Circonvallazione e l'Arno.
- Casa degli Albizi in borgo degli Albizi e via dell'Oriuolo 1
- Casa degli Alessandri in via dell'Oriuolo 3
- Casa del boia in via Ghibellina 69
- Casa del Diluvio in piazza Santa Croce 2
- Casa natale di Giovanni da Verrazzano in via Ghibellina angolo via Giovanni da Verrazzano
- Casa di Giuseppe Martelli in via Fiesolana 28
- Casa di Niccolò Tommaseo sul lungarno delle Grazie 24
- Casa Pandolfini in via de' Pandolfini 28 angolo via de' Giraldi 9-11
- Casa Ricasoli in via Isola delle Stinche 2
- Casa Vasari in borgo Santa Croce 8
- Palazzo di Alberto di Zanobi in via de' Neri 4-6
- Palazzo Alberti in via de' Benci 10
- Palazzo Albizi in borgo Albizi 12
- Palazzo degli Alessandri in Borgo Albizi
- Palazzo dell'Anguillara in via dell'Anguillara, angolo via dell'Acqua
- Palazzo dell'Antella in piazza Santa Croce 21
- Palazzo Arrighi-Pucci in via de' Pandolfini 12
- Palazzo Astengo in piazza d'Azeglio 23-24
- Palazzo Baccelli in via dell'Anguillara 23
- Palazzo Bagnesi, in via de' Neri 25
- Palazzo di Baldaccio d'Anghiari in via dell'Anguillara 14
- Palazzo della Banca d'Italia in via dell'Oriuolo 37-39
- Palazzo di Maffeo Barberini in piazza Santa Croce 5
- Palazzo Barbolani di Montauto-Mancini in via de' Benci
- Palazzo Bardi o Busini-Bardi-Serzelli in via de' Benci 5
- Palazzo Bardi Serzelli in via San Giuseppe 9
- Palazzo Bardi-Tempi in via de' Benci 2 angolo Lungarno delle Grazie
- Palazzo Bargagli, in corso Tintori 29
- Palazzo Bargellini o Da Verrazzano in via delle Pinzocchere 3
- Palazzo Baroncini in via Ghibellina 121
- Palazzo Bartolini Baldelli in piazza Santa Croce 29r-30r-31r-32r-33r-34r
- Palazzo Bartolini Salimbeni-Lenzoni in via Verdi 1-3
- Palazzo Bartolommei-De Rossi in piazza Gaetano Salvemini 21
- Palazzo Barucci in via dell'Acqua 2
- Palazzo Bastai Rittafé in via de' Pandolfini 18
- Palazzo Bastogi in via dell'Oriuolo 35
- Palazzo de' Benci in via de' Benci
- Palazzo Benvenuti da Rondine in via Torta 9
- Palazzo Boboli in via Farini 8
- Palazzo Bombicci Pontelli sul Lungarno delle Grazie
- Palazzo Borghese in via Ghibellina 110
- Palazzo Borghese-Aldobrandini in via Ghibellina 123
- Palazzo Borghini in piazza Santa Croce 15-16-17, angolo borgo Santa Croce 19
- Palazzo Borgianni in via de' Rustici 8
- Palazzo della Borsa sul Lungarno Diaz
- Palazzina Brogi sul Lungarno delle Grazie 4-6 rosso
- Palazzo Buonarroti in via Ghibellina
- Palazzo Caccia Peruzzi in via de' Benci 19-21
- Palazzo al Canto di Sant'Anna in via de' Pepi 67 e via Fiesolana 32
- Palazzo Carcasson in via Alfieri 5
- Palazzina Carandini in piazza d'Azeglio 22
- Palazzo Cocchi-Serristori in piazza Santa Croce 1
- Palazzo Corsi-Albizi in via dell'Oriuolo
- Palazzo Covoni in via Ghibellina 125
- Palazzo Covoni delle Burella in via della Vigna Vecchia 9, via dell'Acqua e via delle Burella
- Palazzo Corbizi in piazza San Pier Maggiore 1c
- Palazzo Corsi-Horne in via de' Benci 6
- Palazzo Corsini ai Tintori in corso Tintori 6
- Palazzo Corsini-Serristori o Antinori-Corsini in borgo Santa Croce 6
- Palazzina D'Ancona in piazza d'Azeglio 25-26
- Palazzo Da Cintoia in via della Vigna Vecchia
- Palazzo Da Filicaja in borgo degli Albizi
- Palazzo Della Ripa (distrutto) già in via Verdi
- Palazzo Donati, o Albizi-Tassinari in borgo degli Albizi 11
- Palazzo Doni in corso Tintori 4
- Palazzo Fagni-Da Diacceto in via de' Neri 33-35
- Palazzo Fioravanti in via Pietrapiana 32
- Palazzo Fossi in via de' Benci 4
- Casa Francioni Pampaloni in via Pietrapiana 7
- Palazzina Francolini in via della Mattonaia 18
- Palazzo Gargiolli in piazza Santa Croce 14
- Palazzina Gazzeri in via de' Saponai
- Palazzo Gerini in Santa Croce in via Michelangelo Buonarroti
- Palazzo Gherardi in via Ghibellina 88
- Palazzo Gondi de Prat in via Torta 14
- Palazzina Grottanelli in Borgo la Croce 1-3
- Palazzo Guasconi in corso Tintori 7
- Palazzo Guicciardini Corsi Salviati o Corsi del cardinale, in via Ghibellina 73
- Palazzo Jennings Riccioli o Guasconi in Corso Tintori 7 angolo Lungarno delle Grazie 2
- Palazzo Lapi in via Michelangelo Buonarroti 13
- Palazzo Libri in via della Vigna Vecchia
- Palazzo Lottini in via Isola delle Stinche
- Palazzo Maglione in borgo dei Greci 7
- Palazzo Malenchini Alberti in via de' Benci 1
- Palazzina Marchesini in via della Mattonaia 17
- Palazzo Mari in via de' Benci 23
- Palazzetto di Francesco Maria de' Medici in via Matteo Palmieri 9
- Palazzo Mellini in via de' Neri 1
- Palazzo Mellini-Fossi in via de' Benci 20
- Palazzo Migliorini in via Antonio Magliabechi 3-5-7
- Palazzo Mori Ubaldini degli Alberti in Borgo Santa Croce 17
- Palazzo dei Muriccioli in via de' Pandolfini 16 angolo via delle Seggiole
- Palazzina Ottolenghi di Vallepiana in via della Mattonaia 21
- Palazzo Panciatichi-Ximenes in via Giusti/Borgo Pinti 66
- Palazzo Pascolutti Giani in via Pietrapiana 18
- Palazzo Pazzi dell'Accademia Colombaria in borgo degli Albizi 28
- Palazzo Pazzi alla Volta dei Ciechi in borgo degli Albizi 22
- Palazzo Pepi Ferri in via de' Pepi 7
- Palazzo Peruzzi-Bourbon del Monte in Borgo de' Greci 3
- Palazzo Peruzzi-Lotti in via de' Benci 17, piazza Peruzzi 1 e via delle Brache 5.
- Palazzo Peruzzi in via de' Rustici 5
- Palazzo Pieri Ginori in via dell'Anguillara 19-21
- Palazzina Pontenani in via Tripoli 30
- Palazzo Pozzolini in via dei Pilastri 33-35
- Palazzo Ramirez de Montalvo in borgo degli Albizi 26
- Palazzo Ricasoli Scroffa in corso Tintori 23-25
- Palazzo Salutati in piazza Peruzzi 2
- Palazzo Salvetti Sebregondi in via Ghibellina 81
- Palazzo Salviati-Quaratesi in via Ghibellina
- Palazzo Soldani in via de' Neri 23
- Palazzo Spinelli in borgo Santa Croce 10
- Palazzo degli Sporti, o Busini, tra via dell'Oriuolo e via Sant'Egidio
- Palazzo Stiattesi in via del Corno 3
- Palazzo Strigelli in piazza d'Azeglio 42-43-44
- Palazzo Tafani da Barberino in borgo dei Greci 20
- Palazzo Tanagli in borgo degli Albizi
- Palazzina Testa in piazza d'Azeglio 12
- Palazzina Tommaseo in piazza d'Azeglio 29
- Palazzo Tornaquinci Della Stufa in borgo Albizi 29 angolo via de' Giraldi 15
- Palazzo di Ubaldino Peruzzi in borgo de' Greci 8-22r
- Palazzo Valori in borgo degli Albizi
- Palazzo Valori-Altoviti o dei Visacci in borgo degli Albizi 18
- Palazzo Venerosi Pesciolini in via de' Rustici 7
- Palazzo Visconti di Modrone in via de' Rustici 4-6
- Palazzo Vivarelli Colonna in via Ghibellina angolo via delle Conce 28
- Palazzo Wilson Gattai in piazza d'Azeglio 28
- Palazzo Zati in via Pietrapiana 26
- Palazzo Zati-Dolfi in via de' Pandolfini 17
- Pia Casa di Lavoro di Montedomini in via dei Malcontenti
- Sede della Direzione provinciale delle Poste e Telegrafi in via Pietrapiana
- Sede de La Nazione sul viale della Giovine Italia
- Torre degli Alberti in via de' Benci all'angolo con borgo Santa Croce
- Torre dei Bagnesi in via dei Neri
- Torri di Corso Donati in borgo Albizi e in via Matteo Palmieri
- Torre dei Filipetri in via de' Neri
- Torre dei Giraldi in borgo Albizi angolo via de' Giraldi 10
- Torre dei Magalotti in borgo dei Greci 19
- Torre dei Pazzi di Valdarno in piazza San Pier Maggiore
- Torri dei Peruzzi in piazza Peruzzi
- Villino Coppini in via Pietro Thour 2 angolo viale della Giovine Italia
- Villino Marinelli in piazza d'Azeglio 9
- Villini Servadio in piazza d'Azeglio 2-3-4-5
- Villino Puccioni in piazza d'Azeglio 35
- Villino Travaglini in via Ghibellina 1 angolo viale della Giovine Italia 11
- Villino Zamvòs in piazza d'Azeglio 40-41

### Fuori dal centro storico

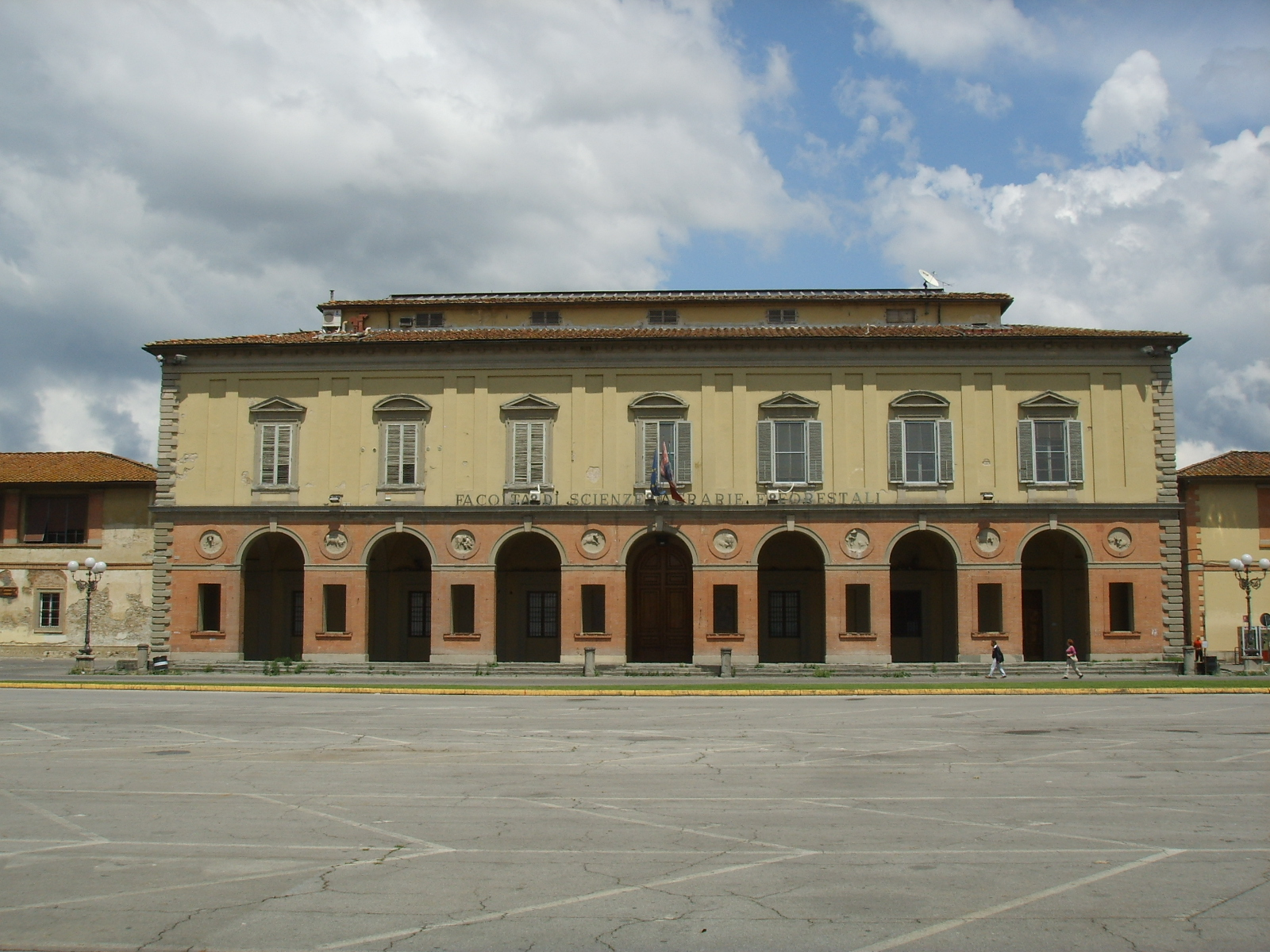
Palazzina Reale delle Cascine

- Condominio in San Jacopino in piazza San Jacopino
- Condominio in via Lanza in via Giovanni Lanza
- Palazzina Reale delle Cascine nel piazzale delle Cascine
- Palazzo dei Vescovi fiorentini zona Montughi (distrutto)
- Palazzo dei Vescovi a San Miniato al Monte
- Sede ACI in viale Scipione Ammirato
- Villino Broggi-Caraceni in via Scipione Ammirato
- Villino Ciuti in via dei Della Robbia
- Casa dello Studente in piazza Dallapiccola

## Oltrarno

### A ovest di Boboli

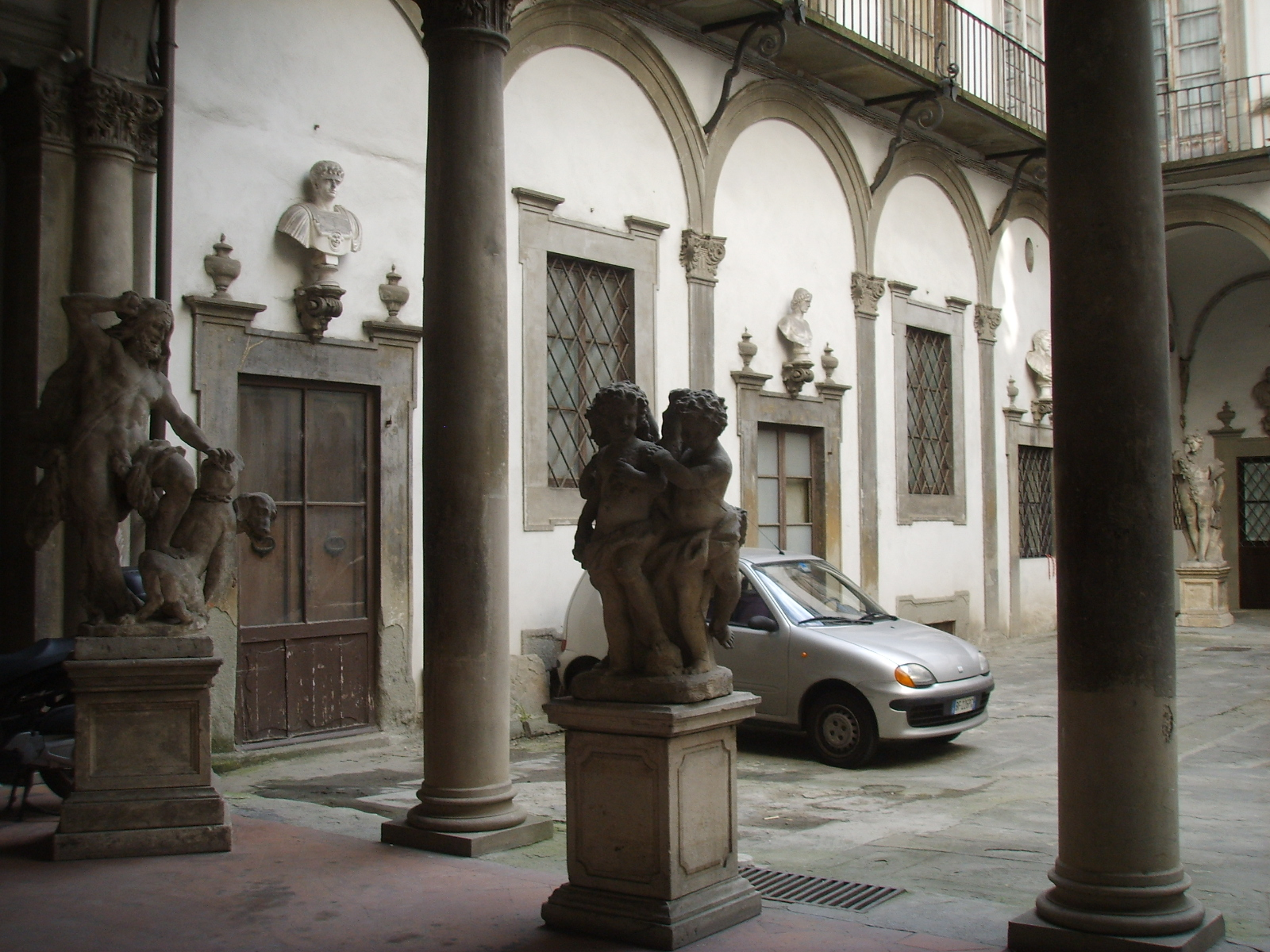
Palazzo Del Pugliese

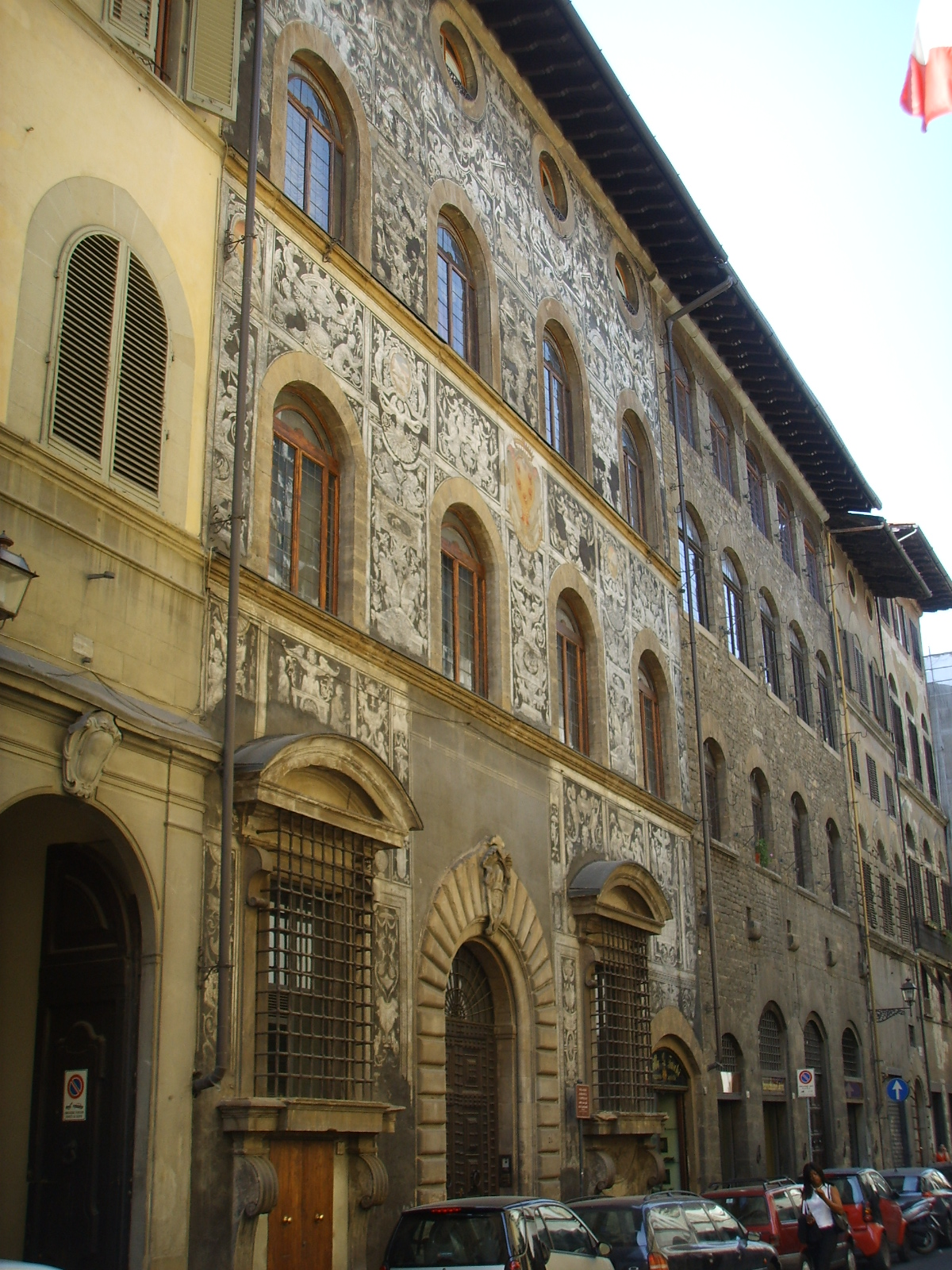
Palazzo di Bianca Cappello

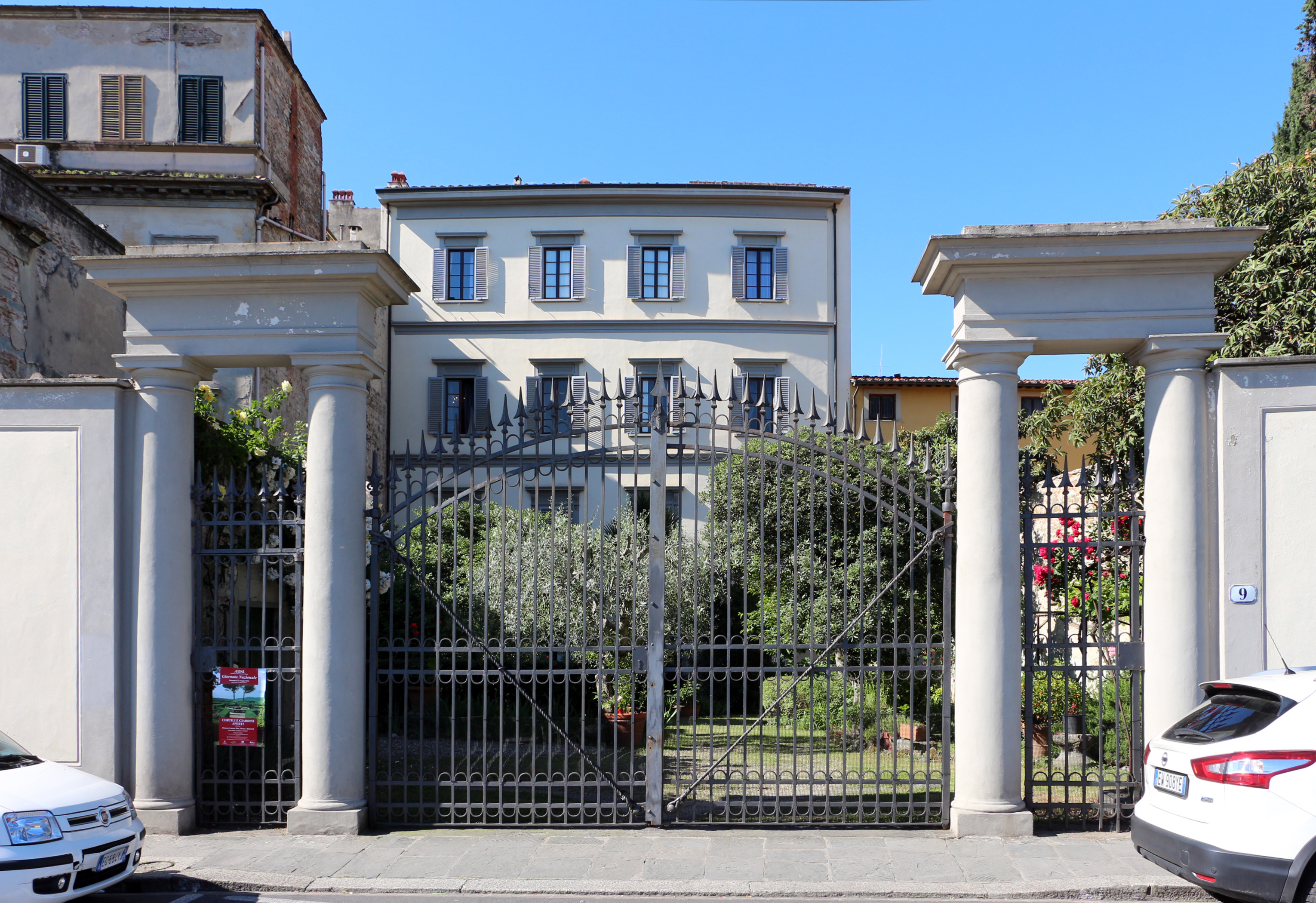
Palazzo Wagnière - Fontana Elliott

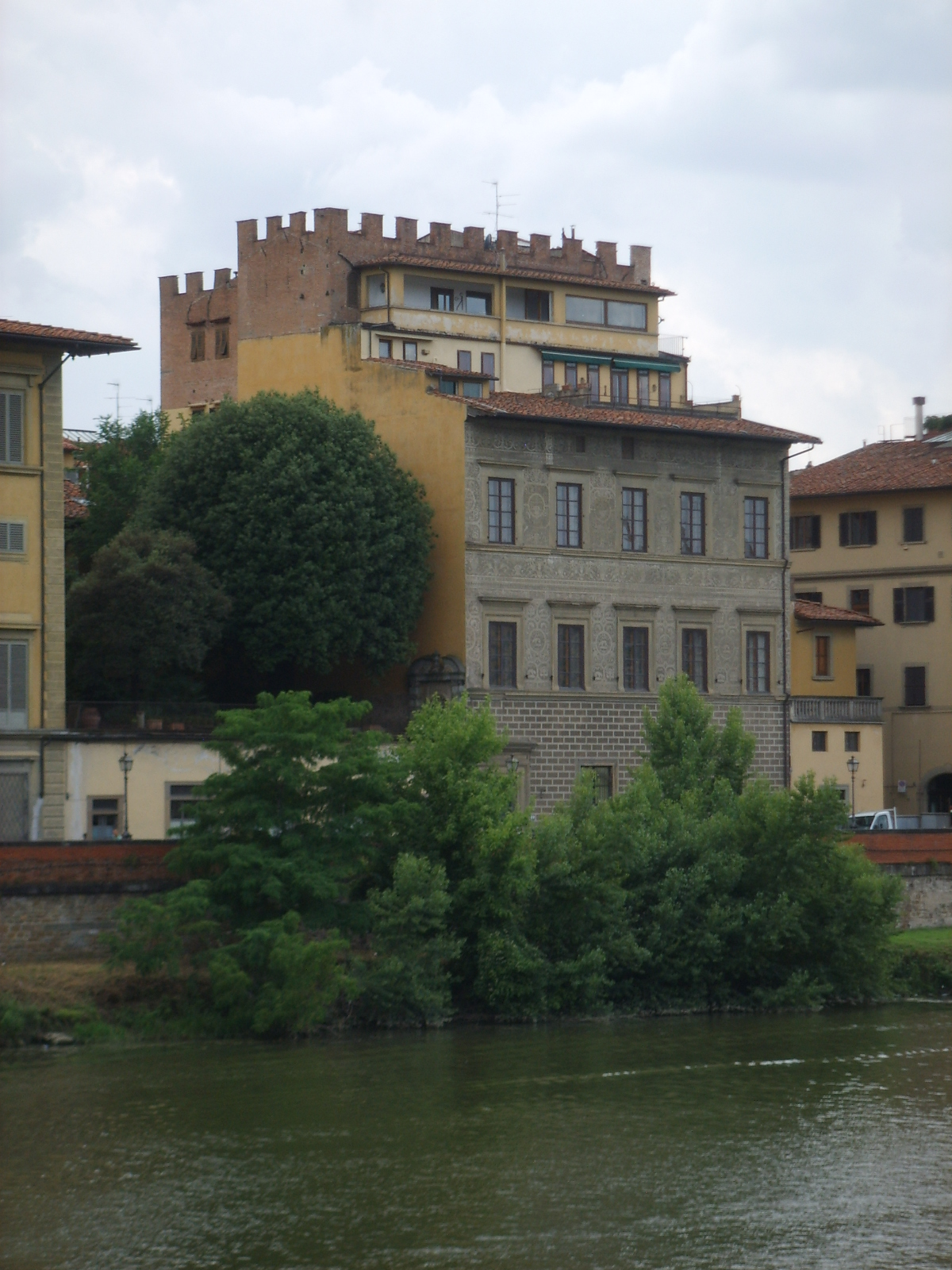
Palazzo Lanfredini

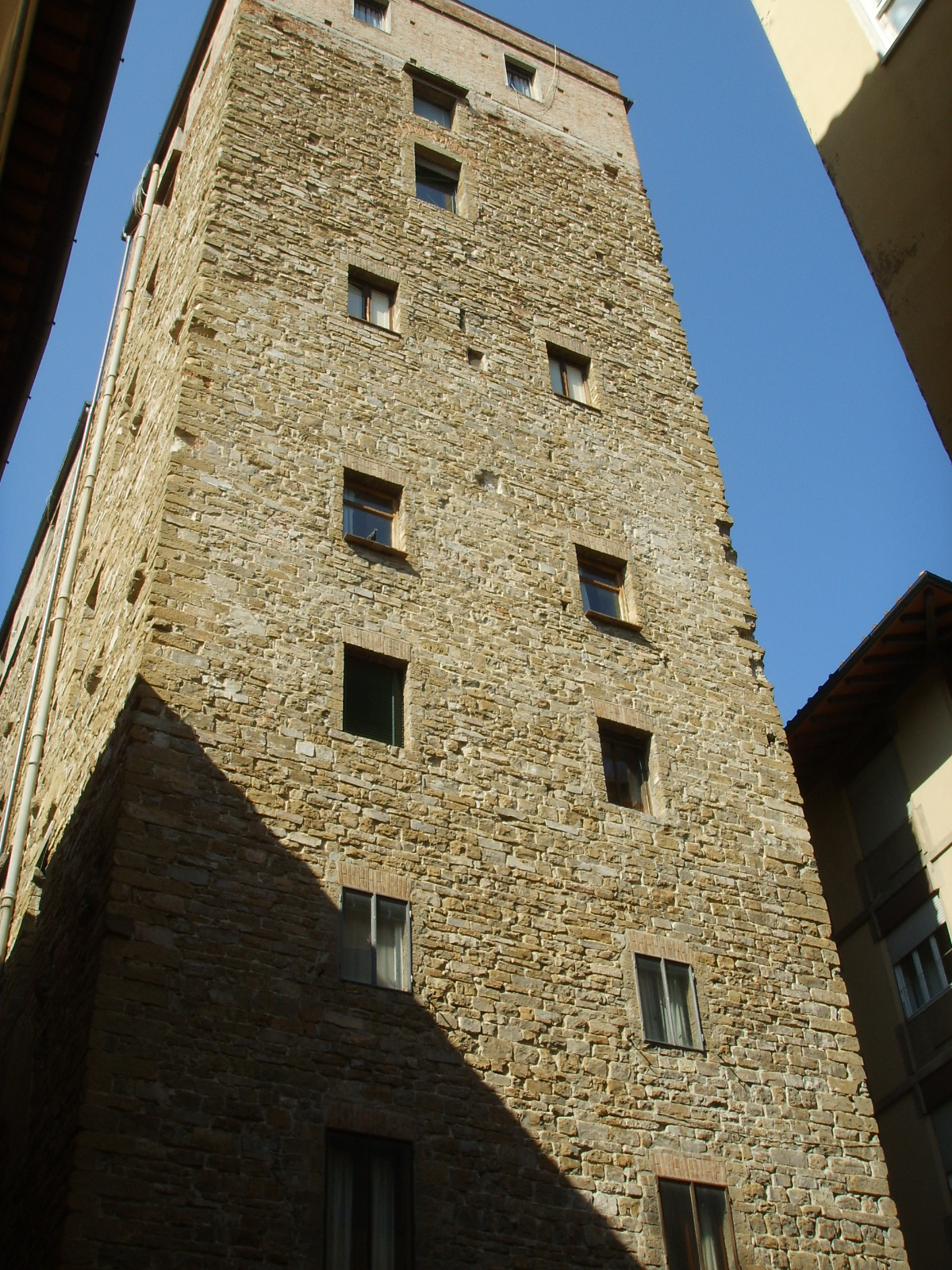
Torre dei Ramaglianti

- Case degli Agostiniani in via Sant'Agostino e piazza Santo Spirito
- Casa di Bernardo Buontalenti in via Maggio 37
- Casa Capponi della Guardia di Finanza sul lungarno Soderini 15
- Casa Dati in piazza Santo Spirito angolo via delle Caldaie
- Casa di Giovan Battista Foggini in via Maggio 48
- Casa Frescobaldi dello Sprone in borgo San Jacopo 33, angolo via dello Sprone 20
- Casa Guidi in piazza San Felice angolo via Maggio
- Casa di Niccolò Machiavelli in via Guicciardini
- Casa Pitti in via Santo Spirito 15
- Casa Ridolfi di Graziano in via Maggio 54
- Casa Ridolfi di Franco in via Maggio 27
- Casa Ridolfi di Piazza in via Maggio 43
- Case Velluti in via Maggio 33-35
- Casa in via dello Sprone tra via Guicciardini e via dello Sprone
- Casino Torrigiani del Campuccio in via dei Serragli e via del Campuccio 53
- Istituto Gould, ex-palazzo Ricasoli Salviati, in via de' Serragli
- Palazzetto Medici in via Santo Spirito 58 rosso
- Palazzo Accolti in via della Chiesa 41
- Palazzo Adami Lami in lungarno Guicciardini 17
- Palazzo Agostini in via Maggio 6
- Palazzo Antinori di Brindisi in via dei Serragli 9
- Palazzo Baldovinetti in via de' Serragli 21
- Palazzo Barbadori in via Guicciardini
- Palazzo Bardi-Guicciardini sul Lungarno Guicciardini e via di Santo Spirito 14
- Palazzo Bartolozzi in via Maggio 11
- Palazzo di Bianca Cappello in via Maggio 26
- Palazzo Biliotti in via Maggio 30
- Palazzo Capponi della Croce Rossa in borgo San Frediano 10-12
- Palazzo Capponi Michelozzi in via de' Michelozzi 2
- Palazzo Capponi-Vettori sul Lungarno Guicciardini 1
- Palazzo della Commenda del Santo Sepolcro in borgo San Jacopo 2r-16r
- Palazzo Corsini-Rosselli del Turco in via Maggio 50-52
- Palazzo Corsini Suarez in via Maggio 42
- Palazzo di Cosimo Ridolfi in via Maggio 15
- Palazzo Coverelli in via Santo Spirito angolo via de' Coverelli
- Palazzo Dami in via Maggio 38
- Palazzo Del Pugliese o Feroni in via de' Serragli 8
- Palazzo Dragomanni in via Guicciardini
- Palazzo Frescobaldi in via Santo Spirito 13
- Palazzo Frescobaldi di San Jacopo in piazza Frescobaldi 2
- Palazzo Frescobaldi Visconti in piazza Frescobaldi 4
- Palazzo Guadagni in piazza Santo Spirito 10
- Palazzo Guicciardini in via Guicciardini 15
- Palazzo Lanfredini sul Lungarno Guicciardini 9
- Palazzo Machiavelli in via Santo Spirito 5-7
- Palazzo Manetti in via Santo Spirito 23
- Palazzo Martellini-Rosselli del Turco in via Maggio 9
- Palazzo Medici-Soderini sul Lungarno Guicciardini 21
- Palazzo Michelozzi, o Bartolozzi, in via Maggio 11
- Palazzo della Missione, già Palazzo Frescobaldi, in piazza Frescobaldi
- Palazzo Pallavicini in via de' Serragli 19
- Palazzo Pannocchieschi, già Peruzzi de' Medici, in via Maggio 28
- Palazzo Pitti in piazza Pitti
- Palazzo Pitti-Mannelli in via Maggio 2
- Palazzo Ricasoli Firidolfi, già Ridolfi, in via Maggio 7
- Palazzo Ricasoli-Salviati, oggi Istituto Gould, in via dei Serragli 49
- Palazzo Rinuccini (o Rinuzzini) in via Santo Spirito angolo via dei Serragli
- Palazzo Rosselli del Turco in via dei Serragli 17
- Palazzo Schneiderff in piazza Nazario Sauro 1
- Palazzo Segni o Reali-Segni, poi Sannini, in via Santo Spirito 6
- Palazzo Settimanni, in via delle Caldaie angolo via dei Preti
- Palazzo Tempi-Mazzei in via Santa Monaca
- Palazzo Temple Leader in piazza Pitti
- Palazzo Venturi Magalotti in via Santo Spirito 1
- Palazzo Vettori di Santo Spirito  in via Santo Spirito 3
- Palazzo Wagnière-Fontana Elliott in Borgo San Frediano 8
- Palazzo Zanchini-Corbinelli in via Maggio 13
- Torre degli Angiolieri in Borgo San Jacopo
- Torri dei Barbadori in Borgo San Jacopo
- Torre dei Belfredelli in Borgo San Jacopo
- Torre dei Benizzi in via dello Sprone
- Torre dei Fifanti in piazza Santa Felicita
- Torre dei Lanfredini in via Santo Spirito
- Torre dei Malefici, incorporata in palazzo Guicciardini, via dei Guicciardini
- Torre dei Mannelli in via de' Bardi
- Torre dei Marsili in Borgo San Jacopo
- Torre dei Nerli in via Guicciardini
- Torre dei Ramaglianti in via dei Ramaglianti
- Torre dei Rossi-Cerchi in via Guicciardini angolo Borgo San Jacopo
- Torre dei Rossi d'Oltrarno in via Guicciardini angolo via de' Bardi
- Torre degli Ubriachi, distrutta, già in via de' Bardi

### A est di Boboli

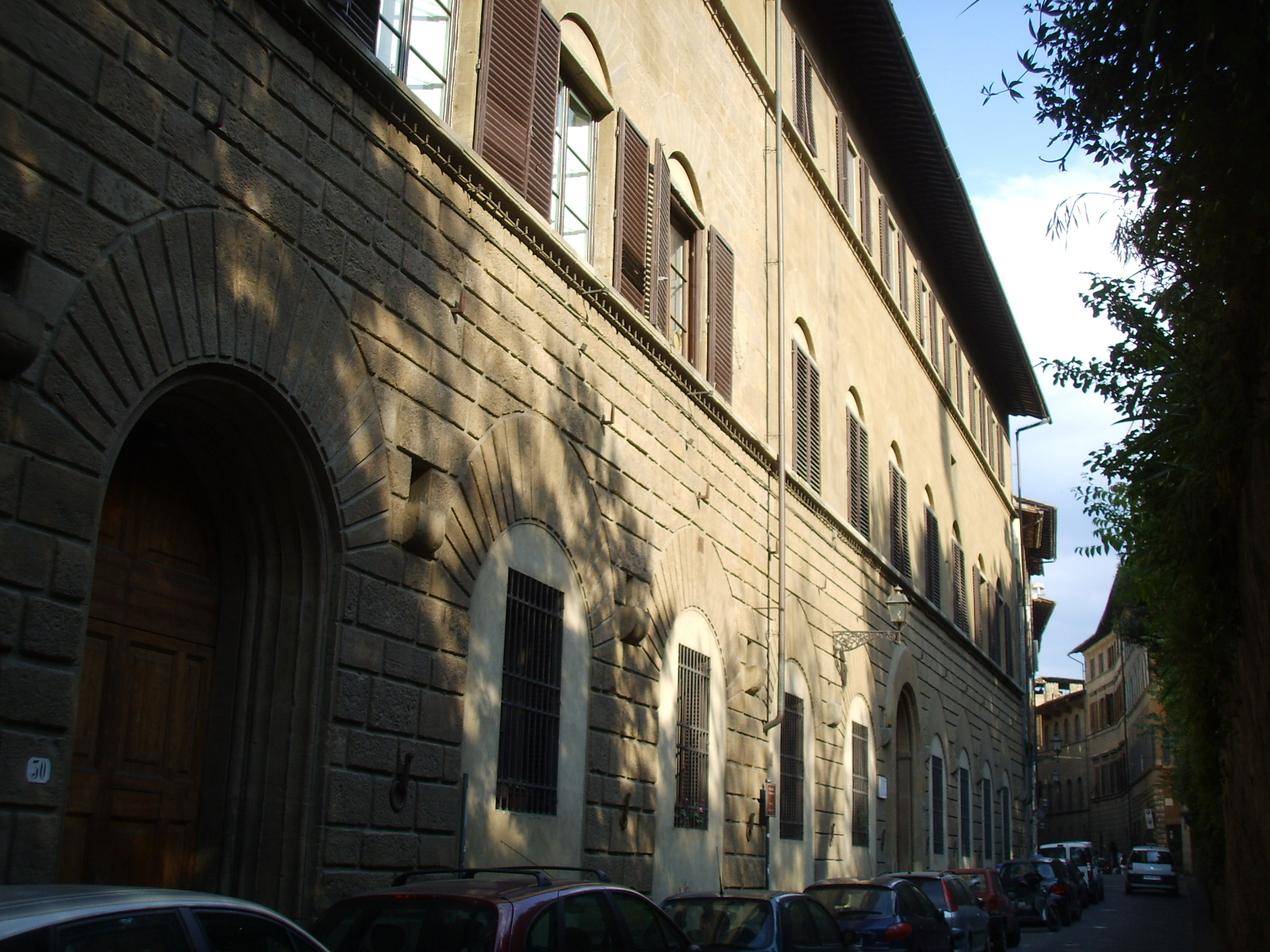
Palazzo Canigiani

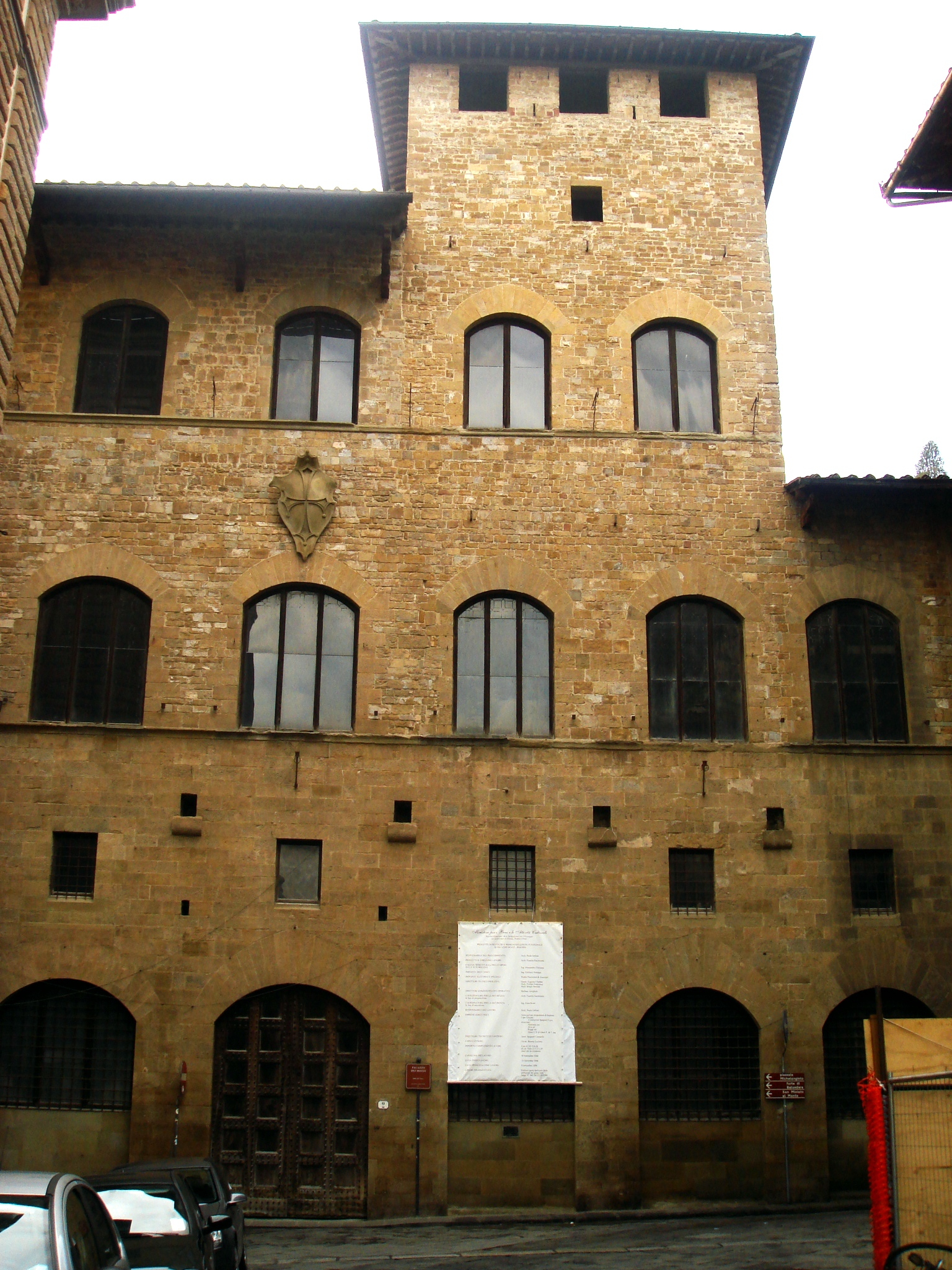
Palazzo dei Mozzi

- Casa Museo Rodolfo Siviero sul Lungarno Serristori
- Palazzo Alamanni in via San Niccolò 97-99 e via dei Renai 23-25
- Palazzo Canigiani, o degli Ilarioni, in via dei Bardi 28-30
- Palazzo Capponi alle Rovinate o Capponi da Uzzano in via dei Bardi 36
- Palazzo Del Rosso in via San Niccolò 54
- Palazzo Demidoff-Amici in via dei Renai
- Palazzo Gianni-Lucchesini-Vegni in via San Niccolò 91-95
- Palazzo Serristori sul Lungarno Serristori e piazza Demidoff
- Palazzo Tempi in piazza di Santa Maria Soprarno
- Palazzo Lensi Nencioni in piazza de' Mozzi angolo via de' Bardi
- Palazzo Mozzi in piazza dei Mozzi
- Palazzo Nasi in piazza dei Mozzi 4
- Palazzo Nasi-Quaratesi in via San Niccolò 107
- Palazzo Stiozzi-Ridolfi in via San Niccolò 99
- Palazzo Torrigiani Del Nero in piazza de' Mozzi 5
- Porta San Niccolò, in piazza Poggi
- Torre dei Bardi, in via dei Bardi

### Fuori dal centro
- Case per indigenti in via del Franciabigio 15
- Cavallaccio RC10 in via del Cavallaccio, angolo via Simone Martini
- Palagio dei Corbinelli in via Martellini 12
- Torre del Gallo zona Pian de' Giullari
- Villa Parigi Corbinelli in via Luigiana 12